# Danh sách tập phim Clannad

Áp phích quảng bá cho bộ anime Clannad với 5 nhân vật nữ chính.

Loạt anime truyền hình Clannad dựa theo visual novel cùng tên viết bởi công ty phần mềm Nhật Bản Key. Các tập phim, sản xuất bởi hãng hoạt hình Kyoto Animation, do Ishihara Tatsuya làm đạo diễn, biên kịch bởi Shimo Fumihiko và do Ikeda Kazumi tạo hình nhân vật dựa theo bản gốc của Hinoue Itaru. Cốt truyện xoay quanh cuộc sống của Tomoya Okazaki, một nam sinh trung học bất mãn với cuộc sống hiện tại, và tất cả đã thay đổi kể từ khi anh gặp Nagisa Furukawa, một nữ sinh hơn anh một tuổi.
Bộ phim Clannad đầu tiên bao gồm 24 tập, 23 tập trong số đó ban đầu được phát sóng từ tháng 10 năm 2007 đến tháng 3 năm 2008. Tập phim cuối cùng được phát hành như một OVA trong bộ DVD thứ 8 vào tháng 7 năm 2008. Bộ anime này được phát hành thành 8 bộ DVD tại Nhật Bản từ tháng 12 năm 2007 đến tháng 7 năm 2008 với sự biên soạn của Pony Canyon, mỗi bộ gồm 3 tập phim. Bản quyền phát hành bộ anime tại Bắc Mỹ Clannad được Sentai Filmworks cấp phép, sau đó Section23 Films đã bản địa hóa để phân phối các tập phim truyền hình và OVA tại Bắc Mỹ, bắt đầu với nửa đầu bộ đĩa chứa 12 tập anime với phụ đề tiếng Anh, âm thanh tiếng Nhật và không có bản lồng tiếng Anh, được phát hành vào tháng 3 năm 2009. Nửa bộ đĩa tiếp theo bao gồm các tập anime còn lại phát hành vào tháng 5 năm 2009. Sentai Filmworks và Section23 Films đã phát hành toàn bộ các tập trong bộ anime này, bao gồm cả OVA, trong một bộ tổng hợp với bản lồng tiếng Anh đầy đủ vào ngày 15 tháng 6 năm 2010.
Bộ anime kế tiếp có tựa đề Clannad ~After Story~ được sản xuất bởi các nhân viên tương tự như bộ phim đầu tiên, cũng với sự tham gia của các diễn viên lồng tiếng cũ, với nội dung tiếp nối cuộc đời của Nagisa ở phần thứ nhất lấy từ visual novel Clannad. 24 tập phim sản xuất cho Clannad ~After Story~ được phát sóng tại Nhật Bản từ tháng 10 năm 2008 đến tháng 3 năm 2009. Các tập phim cũng được phát hành dưới dạng 8 bộ DVD từ tháng 12 năm 2008 đến tháng 7 năm 2009. Tập DVD thứ tám còn kèm theo một OVA bổ sung. Sentai Filmworks tiếp tục cấp phép cho Clannad ~After Story~ tại Bắc Mỹ và Section23 Films bản địa hóa để phân phối các tập anime truyền hình bao gồm OVA với nửa đầu bộ đĩa có phụ đề tiếng Anh, được phát hành vào tháng 10 năm 2009. Nửa bộ đĩa tiếp theo chứa những tập phim cuối cùng được phát hành vào tháng 12 năm 2009. Sentai Filmworks sẽ tái phát hành CLANNAD ~After Story~ với bản lồng tiếng Anh vào tháng 4 năm 2011.
Ngoài các ca khúc chủ đề được sử dụng cố định cho mỗi tập phim, tất cả các bài nhạc còn lại của hai bộ anime đều lấy từ những album nhạc của visual novel Clannad, bao gồm CLANNAD Original Soundtrack, Mabinogi, -Memento-, Sorarado, và Sorarado Append. Hình bìa của album Sorarado Append được sử dụng trong phần cuối của bài hát kết thúc bộ anime đầu tiên. Nó chứa bốn bài hát được chèn vào mỗi tập phim của mùa anime thứ nhất và dùng cả trong phần CLANNAD ~After Story~, bao gồm: "Kaze no Shōjo" (風の少女) và "Ana" được dùng lần đầu trong tập 9, "Ōbā" (オーバー  Over) dùng lần đầu trong tập 18, và "-Kage Futatsu-" (-影二つ-) dùng lần đầu trong tập 22 và cũng là bài hát chủ đề kết thúc visual novel.

## CLANNAD

Bìa DVD CLANNAD ấn bản gốc tập 1.

Trong số 24 tập phim được phát hành bởi Kyoto Animation, 23 tập đã được phát sóng trên truyền hình với 26 tập phim bình thường, kế tiếp là một tập thêm. Tập cuối cùng được phát hành dưới dạng hoạt hình gốc (OVA) trong bộ DVD thứ tám vào ngày 16 tháng 7 năm 2008 với bối cảnh đặt ở thế giới song song, nơi mà Tomoya và Tomoyo là một cặp. Tập OVA này được giới thiệu ngày 31 tháng 5 năm 2008 cho 400 người đã bỏ phiếu sớm nhất để ủng hộ việc phát hành tập phim này. Thời gian phát sóng được công bố lần đầu vào ngày 11 tháng 8 năm 2007 trên kênh TBS tại lễ hội Anime Festa, đây cũng là nơi tập đầu tiên được phát sóng để giới thiệu. Các tập phim được phát sóng từ ngày 4 tháng 10 năm 2007 đến ngày 27 tháng 3 năm 2008 trên kênh truyền hình cáp Nhật Bản TBS với tỷ lệ hình 4:3. Anime này cũng được phát sóng với tỷ lệ hình 16:9 từ 26 tháng 10 năm 2007 đến 4 tháng 4 năm 2008 trên kênh truyền hình cáp Nhật Bản BS-i. Ngoài ra, bộ phim còn được biên soạn thành 8 bộ DVD phát hành trên thị trường Nhật Bản từ 19 tháng 12 năm 2007 đến 16 tháng 7 năm 2008 bởi Pony Canyon, với 3 tập phim lẻ trong mỗi bộ. Một bộ hộp đĩa Blu-ray Clannad cũng được phát hành vào ngày 30 tháng 4 năm 2010 tại Nhật Bản.
Sentai Filmworks đã mua được bản quyền cấp phép bộ anime CLANNAD tại thị trường Bắc Mỹ, và Section23 Films đã bản địa hóa và phân phối các tập phim truyền hình cùng một OVA bắt đầu với nửa đầu bộ đĩa chứa 12 tập phim đầu tiên vào ngày 3 tháng 3 năm 2009 với phụ đề tiếng Anh, âm thanh tiếng Nhật và không có bản lồng tiếng Anh. Nửa hộp đĩa tiếp theo chứa những tập phim còn lại được phát hành ngày 5 tháng 5 năm 2009. Trọn bộ Clannad đã được phát hành ngày 15 tháng 6 năm 2010, có bản lồng tiếng Anh suốt bộ phim.
Có hai ca khúc chủ đề được sử dụng trong mỗi tập anime; một để mở đầu và một để kết thúc. Bài hát mở đầu có tên "Mag Mell ~cockool mix 2007~" (メグメル〜cuckool mix 2007〜) trình bày bởi nhóm nhạc người Nhật Eufonius. Đây là bản hòa âm lại từ bài hát "Megu Meru" (メグメル  Mag Mell), vốn là ca khúc chính mở đầu của visual novel. Bài hát chính kết thúc phim là "Dango Daikazoku" (だんご大家族  tạm dịch: Đại gia đình Dango) thực hiện bởi ca sĩ người Nhật Chata. Bài hát này có cùng giai điệu với "Chiisana Tenohira" (小さなてのひら  tạm dịch: Bàn tay bé nhỏ), ca khúc kết thúc phần After Story của visual novel.
| Lưu ý | Lưu ý | Lưu ý | Lưu ý | Lưu ý | Lưu ý |
| --- | ----- | ----- | ----- | ----- | ----- |
| Tên các tập phim bằng tiếng Việt trong bài viết này không phải là tên chính thức do chưa được phát hành tại Việt Nam |       |       |       |       |       |

| |                                                                                                   |                      |  |  |  |  |  |  |  |  |  |  |  |  |  |  |  |  |  |  |  |  |  |  |  |  |  |  |  |  |  |  |  |  |  |  |  |  |  |  |  |  |  |  |  |  |  |  |  |  |  |  |  |  |  |  |  |  |  |  |  |  |  |  |  |  |  |  |  |  |  |  |  |  |  |  |  |  |  |  |  |  |  |  |  |  |  |  |  |  |  |  |  |  |  |  |  |  |  |  |  |  |  |  |  |  |  |  |  |  |  |  |  |  |  |  |  |  |  |  |  |  |  |  |  |  |  |  |  |  |  |  |  |  |  |  |  |  |  |  |  |  |  |  |  |  |  |  |  |
| 01 | "Trên ngọn đồi có hoa anh đào rơi" "Sakura Maichiru Sakamichi de" (桜舞い散る坂道で)              | 4 tháng 10 năm 2007  |  |  |  |  |  |  |  |  |  |  |  |  |  |  |  |  |  |  |  |  |  |  |  |  |  |  |  |  |  |  |  |  |  |  |  |  |  |  |  |  |  |  |  |  |  |  |  |  |  |  |  |  |  |  |  |  |  |  |  |  |  |  |  |  |  |  |  |  |  |  |  |  |  |  |  |  |  |  |  |  |  |  |  |  |  |  |  |  |  |  |  |  |  |  |  |  |  |  |  |  |  |  |  |  |  |  |  |  |  |  |  |  |  |  |  |  |  |  |  |  |  |  |  |  |  |  |  |  |  |  |  |  |  |  |  |  |  |  |  |  |  |  |  |  |  |  |  |
| Một ngày khi đang trên đường đến trường, Okazaki Tomoya tình cờ gặp và nói chuyện với một cô gái tên là Furukawa Nagisa. Sau đó trong giờ ăn trưa ở trường, Tomoya có một cuộc trò chuyện với Nagisa, cô gái ấy tự giới thiệu mình cũng là học sinh năm cuối như anh và đang muốn tái lập câu lạc bộ kịch nghệ. Nagisa hơn Tomoya một tuổi vì cô phải học lại năm thứ ba do mắc bệnh liên miên trong năm học trước. Hôm đó Tomoya cũng gặp một cô gái khác có sức mạnh phi thường là Sakagami Tomoyo. Tan trường, Tomoya đi cùng Nagisa đến tiệm bánh mỳ của gia đình cô, và theo yêu cầu của ba mẹ Nagisa, anh đã ở lại ăn tối cùng họ. |                                                                                                   |                      |  |  |  |  |  |  |  |  |  |  |  |  |  |  |  |  |  |  |  |  |  |  |  |  |  |  |  |  |  |  |  |  |  |  |  |  |  |  |  |  |  |  |  |  |  |  |  |  |  |  |  |  |  |  |  |  |  |  |  |  |  |  |  |  |  |  |  |  |  |  |  |  |  |  |  |  |  |  |  |  |  |  |  |  |  |  |  |  |  |  |  |  |  |  |  |  |  |  |  |  |  |  |  |  |  |  |  |  |  |  |  |  |  |  |  |  |  |  |  |  |  |  |  |  |  |  |  |  |  |  |  |  |  |  |  |  |  |  |  |  |  |  |  |  |  |  |  |
| 02 | "Bước đầu tiên" "Saisho no Ippo" (最初の一歩)                                                     | 11 tháng 10 năm 2007 |  |  |  |  |  |  |  |  |  |  |  |  |  |  |  |  |  |  |  |  |  |  |  |  |  |  |  |  |  |  |  |  |  |  |  |  |  |  |  |  |  |  |  |  |  |  |  |  |  |  |  |  |  |  |  |  |  |  |  |  |  |  |  |  |  |  |  |  |  |  |  |  |  |  |  |  |  |  |  |  |  |  |  |  |  |  |  |  |  |  |  |  |  |  |  |  |  |  |  |  |  |  |  |  |  |  |  |  |  |  |  |  |  |  |  |  |  |  |  |  |  |  |  |  |  |  |  |  |  |  |  |  |  |  |  |  |  |  |  |  |  |  |  |  |  |  |  |
| Để giúp đỡ Nagisa trong việc tái lập câu lạc bộ kịch, Tomoya hướng dẫn cô cách tạo áp phích chiêu mộ thành viên và dán chúng khắp trường học. Tomoya cũng gặp thêm hai cô gái khác trong ngày: một thiên tài kỳ lạ có tên Ichinose Kotomi, và một học sinh năm đầu là Ibuki Fuko. Cuối ngày, Nagisa phát hiện ra Tomoya từng là cầu thủ bóng rổ, và cô mời anh ta chơi cùng vào ngày hôm sau. Tuy nhiên, vì tay phải của Tomoya đã bị chấn thương trong một cuộc cãi nhau với ba mình nên anh không thể ném bóng được. Nagisa bỗng nhiên bị ngất đi ngay sau đó. |                                                                                                   |                      |  |  |  |  |  |  |  |  |  |  |  |  |  |  |  |  |  |  |  |  |  |  |  |  |  |  |  |  |  |  |  |  |  |  |  |  |  |  |  |  |  |  |  |  |  |  |  |  |  |  |  |  |  |  |  |  |  |  |  |  |  |  |  |  |  |  |  |  |  |  |  |  |  |  |  |  |  |  |  |  |  |  |  |  |  |  |  |  |  |  |  |  |  |  |  |  |  |  |  |  |  |  |  |  |  |  |  |  |  |  |  |  |  |  |  |  |  |  |  |  |  |  |  |  |  |  |  |  |  |  |  |  |  |  |  |  |  |  |  |  |  |  |  |  |  |  |  |
| 03 | "Hãy khóc đi và thử lại lần sau!" "Namida no Ato ni Mō Ichido" (涙のあとにもう一度)               | 18 tháng 10 năm 2007 |  |  |  |  |  |  |  |  |  |  |  |  |  |  |  |  |  |  |  |  |  |  |  |  |  |  |  |  |  |  |  |  |  |  |  |  |  |  |  |  |  |  |  |  |  |  |  |  |  |  |  |  |  |  |  |  |  |  |  |  |  |  |  |  |  |  |  |  |  |  |  |  |  |  |  |  |  |  |  |  |  |  |  |  |  |  |  |  |  |  |  |  |  |  |  |  |  |  |  |  |  |  |  |  |  |  |  |  |  |  |  |  |  |  |  |  |  |  |  |  |  |  |  |  |  |  |  |  |  |  |  |  |  |  |  |  |  |  |  |  |  |  |  |  |  |  |  |
| Sau sự kiện đêm trước, Tomoya đến thăm Nagisa tại nhà của cô, và anh biết được thể chất yếu đuối bẩm sinh của Nagisa. Sau khi rời khỏi tiệm bánh, Tomoya giúp hòa giải mâu thuẫn giữa một người thợ điện và một chủ xe, người thợ điện sau đó cho anh biết tên mình là Yoshino Yusuke; Youhei, một người bạn thân của Tomoya, cho anh biết rằng người thợ điện đó vốn là một ca sĩ rất nổi tiếng đã giải nghệ. Sau giờ học ngày hôm sau, Tomoya giúp Nagisa tìm kiếm sách về cách giao tiếp trước đám đông do Nagisa khá nhút nhát trong giao tiếp và trong lúc đó họ gặp một học sinh năm hai là Miyazawa Yukine. Sau đó cả hai thử tập phát biểu trong lễ khai mạc câu lạc bộ kịch, Tomoya đóng vai một thành viên mới gia nhập và liên tục hỏi Nagisa các câu hỏi về tình hình hoạt động của câu lạc bộ. |                                                                                                   |                      |  |  |  |  |  |  |  |  |  |  |  |  |  |  |  |  |  |  |  |  |  |  |  |  |  |  |  |  |  |  |  |  |  |  |  |  |  |  |  |  |  |  |  |  |  |  |  |  |  |  |  |  |  |  |  |  |  |  |  |  |  |  |  |  |  |  |  |  |  |  |  |  |  |  |  |  |  |  |  |  |  |  |  |  |  |  |  |  |  |  |  |  |  |  |  |  |  |  |  |  |  |  |  |  |  |  |  |  |  |  |  |  |  |  |  |  |  |  |  |  |  |  |  |  |  |  |  |  |  |  |  |  |  |  |  |  |  |  |  |  |  |  |  |  |  |  |  |
| 04 | "Hãy kết bạn nhé!" "Nakama o Sagasō" (仲間をさがそう)                                             | 25 tháng 10 năm 2007 |  |  |  |  |  |  |  |  |  |  |  |  |  |  |  |  |  |  |  |  |  |  |  |  |  |  |  |  |  |  |  |  |  |  |  |  |  |  |  |  |  |  |  |  |  |  |  |  |  |  |  |  |  |  |  |  |  |  |  |  |  |  |  |  |  |  |  |  |  |  |  |  |  |  |  |  |  |  |  |  |  |  |  |  |  |  |  |  |  |  |  |  |  |  |  |  |  |  |  |  |  |  |  |  |  |  |  |  |  |  |  |  |  |  |  |  |  |  |  |  |  |  |  |  |  |  |  |  |  |  |  |  |  |  |  |  |  |  |  |  |  |  |  |  |  |  |  |
| Tomoya gặp lại Fuko ở trường, và cô cố gắng mời anh đến dự lễ cưới của chị gái cô cũng được tổ chức ở đây, nhưng Tomoya tỏ vẻ không quan tâm lắm. Tomoya thuyết phục Youhei cùng giúp đỡ Nagisa tái lập câu lạc bộ kịch bằng cách giả vờ nói rằng việc đó sẽ giúp họ được ăn bánh mỳ miễn phí của nhà Nagisa. Nagisa thử nhờ hai chị em song sinh là Kyou và Ryou tham gia câu lạc bộ, và Tomoya cũng cố gắng nói chuyện với Tomoyo và Kotomi nếu họ thích tham gia; Tomoyo thì đang tập trung tranh cử chức Hội trưởng Hội học sinh của trường, còn Kotomi thì chưa trả lời. Tomoya và Nagisa sau đó cùng gặp Fuko cũng vì vấn đề trên, và anh phát hiện ra một sự thật bất ngờ từ Nagisa là Fuko thật ra đã bất tỉnh từ hai năm nay, và hiện đang nằm trong bệnh viện. |                                                                                                   |                      |  |  |  |  |  |  |  |  |  |  |  |  |  |  |  |  |  |  |  |  |  |  |  |  |  |  |  |  |  |  |  |  |  |  |  |  |  |  |  |  |  |  |  |  |  |  |  |  |  |  |  |  |  |  |  |  |  |  |  |  |  |  |  |  |  |  |  |  |  |  |  |  |  |  |  |  |  |  |  |  |  |  |  |  |  |  |  |  |  |  |  |  |  |  |  |  |  |  |  |  |  |  |  |  |  |  |  |  |  |  |  |  |  |  |  |  |  |  |  |  |  |  |  |  |  |  |  |  |  |  |  |  |  |  |  |  |  |  |  |  |  |  |  |  |  |  |  |
| 05 | "Cảnh quay nghệ thuật" "Chōkoku no Aru Fūkei" (彫刻のある風景)                                    | 1 tháng 11 năm 2007  |  |  |  |  |  |  |  |  |  |  |  |  |  |  |  |  |  |  |  |  |  |  |  |  |  |  |  |  |  |  |  |  |  |  |  |  |  |  |  |  |  |  |  |  |  |  |  |  |  |  |  |  |  |  |  |  |  |  |  |  |  |  |  |  |  |  |  |  |  |  |  |  |  |  |  |  |  |  |  |  |  |  |  |  |  |  |  |  |  |  |  |  |  |  |  |  |  |  |  |  |  |  |  |  |  |  |  |  |  |  |  |  |  |  |  |  |  |  |  |  |  |  |  |  |  |  |  |  |  |  |  |  |  |  |  |  |  |  |  |  |  |  |  |  |  |  |  |
| Để tìm hiểu kĩ hơn về Fuko, Tomoya và Nagisa xin phép cho cô bé được ở lại tiệm bánh mỳ Furukawa, nhà của Nagisa. Gia đình Nagisa giúp Fuko khắc những con sao biển bằng gỗ, và ở trường Tomoya cùng Nagisa giúp cô bé tặng chúng cho học sinh như một tấm thiệp mời dự đám cưới. Sau đó, Fuko nói rằng cô muốn được học trong lớp như những học sinh bình thường khác, nhưng điều đó không thể nào thực hiện được. Tomoya và Nagisa dàn xếp với Youhei, Kyou và Ryou tạo ra một lớp học nhỏ với Fuko là tâm điểm nhằm đáp ứng nguyện vọng của cô bé, và thậm chí cả Sanae, mẹ Nagisa, cũng đóng vai cô giáo trong lớp học này. |                                                                                                   |                      |  |  |  |  |  |  |  |  |  |  |  |  |  |  |  |  |  |  |  |  |  |  |  |  |  |  |  |  |  |  |  |  |  |  |  |  |  |  |  |  |  |  |  |  |  |  |  |  |  |  |  |  |  |  |  |  |  |  |  |  |  |  |  |  |  |  |  |  |  |  |  |  |  |  |  |  |  |  |  |  |  |  |  |  |  |  |  |  |  |  |  |  |  |  |  |  |  |  |  |  |  |  |  |  |  |  |  |  |  |  |  |  |  |  |  |  |  |  |  |  |  |  |  |  |  |  |  |  |  |  |  |  |  |  |  |  |  |  |  |  |  |  |  |  |  |  |  |
| 06 | "Lễ hội trường của chị và em gái" "Ane to Imōto no Sōritsushasai" (姉と妹の創立者祭)              | 8 tháng 11 năm 2007  |  |  |  |  |  |  |  |  |  |  |  |  |  |  |  |  |  |  |  |  |  |  |  |  |  |  |  |  |  |  |  |  |  |  |  |  |  |  |  |  |  |  |  |  |  |  |  |  |  |  |  |  |  |  |  |  |  |  |  |  |  |  |  |  |  |  |  |  |  |  |  |  |  |  |  |  |  |  |  |  |  |  |  |  |  |  |  |  |  |  |  |  |  |  |  |  |  |  |  |  |  |  |  |  |  |  |  |  |  |  |  |  |  |  |  |  |  |  |  |  |  |  |  |  |  |  |  |  |  |  |  |  |  |  |  |  |  |  |  |  |  |  |  |  |  |  |  |
| Tomoya và Nagisa mời chị gái của Fuko là Kouko đến dự Lễ hội trường. Trong khi đó, Fuko vẫn tiếp tục khắc rất nhiều sao biển gỗ tặng các học sinh mỗi ngày, những người trong câu lạc mộ hâm mộ cô bé cũng liên tục lan truyền tin về đám cưới của chị gái Kouko. Tomoya và Nagisa gặp Tomoyo, người đang mặc một bộ trang phục hóa trang để giả làm nhân viên an ninh cho lễ hội, và cô đã ném Youhei ra ngoài cửa sổ trong khi anh đang tìm cách tán tỉnh một cô gái. Cuối cùng khi Kouko đến, cô không thể nhìn hay nghe thấy em gái của cô. |                                                                                                   |                      |  |  |  |  |  |  |  |  |  |  |  |  |  |  |  |  |  |  |  |  |  |  |  |  |  |  |  |  |  |  |  |  |  |  |  |  |  |  |  |  |  |  |  |  |  |  |  |  |  |  |  |  |  |  |  |  |  |  |  |  |  |  |  |  |  |  |  |  |  |  |  |  |  |  |  |  |  |  |  |  |  |  |  |  |  |  |  |  |  |  |  |  |  |  |  |  |  |  |  |  |  |  |  |  |  |  |  |  |  |  |  |  |  |  |  |  |  |  |  |  |  |  |  |  |  |  |  |  |  |  |  |  |  |  |  |  |  |  |  |  |  |  |  |  |  |  |  |
| 07 | "Cảm xúc của sao biển" "Hoshigata no Kimochi" (星形の気持ち)                                      | 15 tháng 11 năm 2007 |  |  |  |  |  |  |  |  |  |  |  |  |  |  |  |  |  |  |  |  |  |  |  |  |  |  |  |  |  |  |  |  |  |  |  |  |  |  |  |  |  |  |  |  |  |  |  |  |  |  |  |  |  |  |  |  |  |  |  |  |  |  |  |  |  |  |  |  |  |  |  |  |  |  |  |  |  |  |  |  |  |  |  |  |  |  |  |  |  |  |  |  |  |  |  |  |  |  |  |  |  |  |  |  |  |  |  |  |  |  |  |  |  |  |  |  |  |  |  |  |  |  |  |  |  |  |  |  |  |  |  |  |  |  |  |  |  |  |  |  |  |  |  |  |  |  |  |
| Tomoya và Nagisa thuyết phục Kouko rằng Fuko muốn cô kết hôn càng sớm càng tốt dù tình trạng hiện tại của cô bé. Họ bàn chuyện này với thầy giám thị trường sau khi nghe Kouko muốn tổ chức lễ cưới trong trường học. Kouko báo tin cho họ rằng bệnh tình của Fuko đang xấu đi, và cô bé có khả năng sẽ hôn mê suốt đời, trong khi đó Youhei bắt đầu nhận ra một số học sinh trong trường không thể nhìn thấy Fuko, và ngay cả những người được Fuko tặng sao biển cũng bắt đầu quên đi sự hiện diện của chúng cũng như của chính cô bé. |                                                                                                   |                      |  |  |  |  |  |  |  |  |  |  |  |  |  |  |  |  |  |  |  |  |  |  |  |  |  |  |  |  |  |  |  |  |  |  |  |  |  |  |  |  |  |  |  |  |  |  |  |  |  |  |  |  |  |  |  |  |  |  |  |  |  |  |  |  |  |  |  |  |  |  |  |  |  |  |  |  |  |  |  |  |  |  |  |  |  |  |  |  |  |  |  |  |  |  |  |  |  |  |  |  |  |  |  |  |  |  |  |  |  |  |  |  |  |  |  |  |  |  |  |  |  |  |  |  |  |  |  |  |  |  |  |  |  |  |  |  |  |  |  |  |  |  |  |  |  |  |  |
| 08 | "Cơn gió thoảng qua rồi tan biến" "Tasogare ni Kieru Kaze" (黄昏に消える風)                       | 22 tháng 11 năm 2007 |  |  |  |  |  |  |  |  |  |  |  |  |  |  |  |  |  |  |  |  |  |  |  |  |  |  |  |  |  |  |  |  |  |  |  |  |  |  |  |  |  |  |  |  |  |  |  |  |  |  |  |  |  |  |  |  |  |  |  |  |  |  |  |  |  |  |  |  |  |  |  |  |  |  |  |  |  |  |  |  |  |  |  |  |  |  |  |  |  |  |  |  |  |  |  |  |  |  |  |  |  |  |  |  |  |  |  |  |  |  |  |  |  |  |  |  |  |  |  |  |  |  |  |  |  |  |  |  |  |  |  |  |  |  |  |  |  |  |  |  |  |  |  |  |  |  |  |
| Ngày càng có nhiều người tại trường học không thể nhìn thấy Fuko nữa, và ngay cả những người từng được tặng sao biển trước đây cũng bắt đầu quên Fuko. Đầu tiên, Youhei không còn nhớ Fuko sau khi anh đến bệnh viện và nhìn thấy cơ thể thật của cô bé, tiếp đó là Kyou và Ryou. Tomoyo cố gắng nhớ lại được tuy phải nhờ đến sự giúp đỡ của Tomoya. Sau đó, Youhei cũng bất giác nhắc đến tên Fuko tại một thời điểm, nhưng anh cũng không thể nhớ thêm gì sau đó. Tomoya và Nagisa tặng quà sinh nhật cho Fuko để động viên cô bé. Khi quay về tiệm bánh mỳ, họ phát hiện ra cha của Nagisa là Akio đã quên mất Fuko, trong khi mẹ Nagisa không quên hoàn toàn, bà chỉ không còn nhìn thấy cô bé nữa. Tomoya và Nagisa quyết định cùng Fuko tạm thời ở lại trường học lúc này. |                                                                                                   |                      |  |  |  |  |  |  |  |  |  |  |  |  |  |  |  |  |  |  |  |  |  |  |  |  |  |  |  |  |  |  |  |  |  |  |  |  |  |  |  |  |  |  |  |  |  |  |  |  |  |  |  |  |  |  |  |  |  |  |  |  |  |  |  |  |  |  |  |  |  |  |  |  |  |  |  |  |  |  |  |  |  |  |  |  |  |  |  |  |  |  |  |  |  |  |  |  |  |  |  |  |  |  |  |  |  |  |  |  |  |  |  |  |  |  |  |  |  |  |  |  |  |  |  |  |  |  |  |  |  |  |  |  |  |  |  |  |  |  |  |  |  |  |  |  |  |  |  |
| 09 | "Nơi tận cùng của giấc mơ" "Yume no Saigo Made" (夢の最後まで)                                    | 29 tháng 11 năm 2007 |  |  |  |  |  |  |  |  |  |  |  |  |  |  |  |  |  |  |  |  |  |  |  |  |  |  |  |  |  |  |  |  |  |  |  |  |  |  |  |  |  |  |  |  |  |  |  |  |  |  |  |  |  |  |  |  |  |  |  |  |  |  |  |  |  |  |  |  |  |  |  |  |  |  |  |  |  |  |  |  |  |  |  |  |  |  |  |  |  |  |  |  |  |  |  |  |  |  |  |  |  |  |  |  |  |  |  |  |  |  |  |  |  |  |  |  |  |  |  |  |  |  |  |  |  |  |  |  |  |  |  |  |  |  |  |  |  |  |  |  |  |  |  |  |  |  |  |
| Tomoya, Nagisa, và Fuko qua đêm ở trường học và cùng nhau thử tổ chức một buổi lễ chuẩn bị trước cho đám cưới của Kouko vào cuối tuần. Sáng hôm sau, Tomoya và Nagisa đã quên đi Fuko và không thể nhìn thấy cô bé nữa. Cả hai sau đó luôn cảm thấy mình đã quên mất một điều gì đó rất quan trọng, và khi họ bất giác nhớ tới lễ cưới của Kouko, họ lại có thể nhìn thấy Fuko một lần nữa. Vào ngày cử hành hôn lễ, ban đầu chỉ có ba học sinh đến dự là Tomoya, Nagisa, và Fuko, nhưng sau đó toàn bộ những người từng nhận sao biển đều đến chúc mừng. Fuko cuối cùng cũng biến mất sau khi cảm ơn Tomoya và Nagisa vì những gì họ đã làm cho cô, và chúc mừng chị gái của mình. Tin đồn lan truyền ở trường của Tomoya về Fuko, là có một cô bé dễ thương vẫn luôn chạy nhảy khắp trường học. |                                                                                                   |                      |  |  |  |  |  |  |  |  |  |  |  |  |  |  |  |  |  |  |  |  |  |  |  |  |  |  |  |  |  |  |  |  |  |  |  |  |  |  |  |  |  |  |  |  |  |  |  |  |  |  |  |  |  |  |  |  |  |  |  |  |  |  |  |  |  |  |  |  |  |  |  |  |  |  |  |  |  |  |  |  |  |  |  |  |  |  |  |  |  |  |  |  |  |  |  |  |  |  |  |  |  |  |  |  |  |  |  |  |  |  |  |  |  |  |  |  |  |  |  |  |  |  |  |  |  |  |  |  |  |  |  |  |  |  |  |  |  |  |  |  |  |  |  |  |  |  |  |
| 10 | "Thử thách dành cho cô gái thiên tài" "Tensai Shōjo no Chōsen" (天才少女の挑戦)                   | 5 tháng 12 năm 2007  |  |  |  |  |  |  |  |  |  |  |  |  |  |  |  |  |  |  |  |  |  |  |  |  |  |  |  |  |  |  |  |  |  |  |  |  |  |  |  |  |  |  |  |  |  |  |  |  |  |  |  |  |  |  |  |  |  |  |  |  |  |  |  |  |  |  |  |  |  |  |  |  |  |  |  |  |  |  |  |  |  |  |  |  |  |  |  |  |  |  |  |  |  |  |  |  |  |  |  |  |  |  |  |  |  |  |  |  |  |  |  |  |  |  |  |  |  |  |  |  |  |  |  |  |  |  |  |  |  |  |  |  |  |  |  |  |  |  |  |  |  |  |  |  |  |  |  |
| Câu lạc bộ kịch vẫn không có thêm thành viên nào, Tomoya đến trò chuyện với Kotomi một lần nữa về chuyện ghi danh. Tomoya dẫn cô đi khắp trường học và soạn cho cô một lời tự giới thiệu bản thân để cô có thể có nhiều bạn bè hơn. Tomoya dẫn Kyou, Ryou, và Kotomi đến phòng sinh hoạt nghệ thuật sau giờ học, và sau một vòng giới thiệu, anh lại nhắc đền chuyện tham gia câu lạc bộ. Kyou ban đầu có ý từ chối, nhưng khi người em gái song sinh Ryou của cô đồng ý gia nhập thì Kyou cũng chấp thuận, và cả Kotomi cũng tham gia được. Trong buổi sinh hoạt, Kotomi nghe thấy có tiếng người chơi đàn viôlông, và khi cô có cơ hội được trình diễn tài nghệ, âm thanh phát ra của nó vô cùng khủng khiếp. |                                                                                                   |                      |  |  |  |  |  |  |  |  |  |  |  |  |  |  |  |  |  |  |  |  |  |  |  |  |  |  |  |  |  |  |  |  |  |  |  |  |  |  |  |  |  |  |  |  |  |  |  |  |  |  |  |  |  |  |  |  |  |  |  |  |  |  |  |  |  |  |  |  |  |  |  |  |  |  |  |  |  |  |  |  |  |  |  |  |  |  |  |  |  |  |  |  |  |  |  |  |  |  |  |  |  |  |  |  |  |  |  |  |  |  |  |  |  |  |  |  |  |  |  |  |  |  |  |  |  |  |  |  |  |  |  |  |  |  |  |  |  |  |  |  |  |  |  |  |  |  |  |
| 11 | "Niềm hân hoan sau giờ học" "Hōkago no Kyōsōkyoku" (放課後の狂想曲)                               | 12 tháng 12 năm 2007 |  |  |  |  |  |  |  |  |  |  |  |  |  |  |  |  |  |  |  |  |  |  |  |  |  |  |  |  |  |  |  |  |  |  |  |  |  |  |  |  |  |  |  |  |  |  |  |  |  |  |  |  |  |  |  |  |  |  |  |  |  |  |  |  |  |  |  |  |  |  |  |  |  |  |  |  |  |  |  |  |  |  |  |  |  |  |  |  |  |  |  |  |  |  |  |  |  |  |  |  |  |  |  |  |  |  |  |  |  |  |  |  |  |  |  |  |  |  |  |  |  |  |  |  |  |  |  |  |  |  |  |  |  |  |  |  |  |  |  |  |  |  |  |  |  |  |  |
| Kotomi vẫn tiếp tục tập chơi đàn viôlông, nhưng vẫn không cải thiện được trình độ bao nhiêu; trong một khoảng thời gian ngắn, tiếng đàn của cô gây ra cảm giác cực kì khó chịu cho bất cứ ai nghe phải. Kyou nảy ra ý để Kotomi tổ chức một buỗi trình diễn viôlông toàn trường sau giờ học ngày mai, và trong thời gian đó Kotomi vẫn có thể tự thực hành. Trước ngày diễn, Tomoya đến thăm Kotomi trong thư viện trường và thưởng thức món bánh táo do cô tự làm. Ngay sau đó, anh ngủ thiếp đi và có một giấc mơ quái dị. Buổi biểu diễn đã đến, Kyou bắt ép một số học sinh cá biệt đến xem với vai trò đại diện lớp. Cuối cùng, Kotomi vẫn không cải thiện được khả năng chơi đàn của mình, và những người không may đến xem phải hứng chịu cảm giác vô cùng đau đớn. Khi Kotomi và bạn bè đang trên đường về nhà, một người đàn ông lạ mặt chặn đường cô và dù người đó đã đi khỏi ngay sau đó, Kotomi vẫn có cảm giác rất sợ ông ta. |                                                                                                   |                      |  |  |  |  |  |  |  |  |  |  |  |  |  |  |  |  |  |  |  |  |  |  |  |  |  |  |  |  |  |  |  |  |  |  |  |  |  |  |  |  |  |  |  |  |  |  |  |  |  |  |  |  |  |  |  |  |  |  |  |  |  |  |  |  |  |  |  |  |  |  |  |  |  |  |  |  |  |  |  |  |  |  |  |  |  |  |  |  |  |  |  |  |  |  |  |  |  |  |  |  |  |  |  |  |  |  |  |  |  |  |  |  |  |  |  |  |  |  |  |  |  |  |  |  |  |  |  |  |  |  |  |  |  |  |  |  |  |  |  |  |  |  |  |  |  |  |  |
| 12 | "Thế giới bí mật" "Kakusareta Sekai" (かくされた世界)                                             | 19 tháng 12 năm 2007 |  |  |  |  |  |  |  |  |  |  |  |  |  |  |  |  |  |  |  |  |  |  |  |  |  |  |  |  |  |  |  |  |  |  |  |  |  |  |  |  |  |  |  |  |  |  |  |  |  |  |  |  |  |  |  |  |  |  |  |  |  |  |  |  |  |  |  |  |  |  |  |  |  |  |  |  |  |  |  |  |  |  |  |  |  |  |  |  |  |  |  |  |  |  |  |  |  |  |  |  |  |  |  |  |  |  |  |  |  |  |  |  |  |  |  |  |  |  |  |  |  |  |  |  |  |  |  |  |  |  |  |  |  |  |  |  |  |  |  |  |  |  |  |  |  |  |  |
| Kotomi trả cây đàn viôlông lại cho Nishina Rie và kết bạn với cô. Kotomi dần thay đổi thói quen sinh hoạt, cô bắt đầu hòa đồng hơn với bạn bè và tham gia các lớp học. Từ ý tưởng của Kyou, cô, Ryou, Kotomi, Nagisa, và Tomoya cùng nhau dạo phố và vui chơi trong thị trấn. Trong lúc đó, Fuko bỗng xuất hiện rồi lại biến mất ngay, không một ai còn nhớ cô bé. Hôm sau, Nagisa vội vã báo tin cho Kyou rằng cô nghĩ Ryou đã bị tai nạn xe buýt, và khi họ chạy tới hiện trường thì chẳng có ai bị thương; tuy nhiên, Kotomi bỗng bị sốc mạnh và ngã vật xuống đất la hét. Cô nghỉ học ngày hôm đó, nhưng khi Tomoya, Nagisa và hai chị em Fujibayashi đến thăm cô để hỏi thăm sức khỏe, không có tiếng trả lời trong nhà. Khi họ quay về, Tomoya bỗng quay lại đó một lần nữa và nhìn thấy người đàn ông lạ mặt hôm trước từ trong nhà bước ra; anh dò hỏi và biết được ông ta là người quen của ba mẹ Kotomi. Tomoya lặng lẽ bước vào nhà Kotomi qua cửa sau và tìm thấy cô trong một căn phòng với vô số những mảnh báo dán trên tường, và một trong số chúng đăng tin về cái chết của ba mẹ Kotomi. Cuối cùng Tomoya nhớ lại rằng anh đã từng gặp Kotomi khi cả hai vẫn còn bé. |                                                                                                   |                      |  |  |  |  |  |  |  |  |  |  |  |  |  |  |  |  |  |  |  |  |  |  |  |  |  |  |  |  |  |  |  |  |  |  |  |  |  |  |  |  |  |  |  |  |  |  |  |  |  |  |  |  |  |  |  |  |  |  |  |  |  |  |  |  |  |  |  |  |  |  |  |  |  |  |  |  |  |  |  |  |  |  |  |  |  |  |  |  |  |  |  |  |  |  |  |  |  |  |  |  |  |  |  |  |  |  |  |  |  |  |  |  |  |  |  |  |  |  |  |  |  |  |  |  |  |  |  |  |  |  |  |  |  |  |  |  |  |  |  |  |  |  |  |  |  |  |  |
| 13 | "Khu vườn kỉ niệm" "Omoide no Niwa o" (思い出の庭を)                                              | 10 tháng 1 năm 2008  |  |  |  |  |  |  |  |  |  |  |  |  |  |  |  |  |  |  |  |  |  |  |  |  |  |  |  |  |  |  |  |  |  |  |  |  |  |  |  |  |  |  |  |  |  |  |  |  |  |  |  |  |  |  |  |  |  |  |  |  |  |  |  |  |  |  |  |  |  |  |  |  |  |  |  |  |  |  |  |  |  |  |  |  |  |  |  |  |  |  |  |  |  |  |  |  |  |  |  |  |  |  |  |  |  |  |  |  |  |  |  |  |  |  |  |  |  |  |  |  |  |  |  |  |  |  |  |  |  |  |  |  |  |  |  |  |  |  |  |  |  |  |  |  |  |  |  |
| Tomoya nhận ra anh đã từng gặp Kotomi hồi bé, mặc dù chỉ có cô vẫn còn nhớ tới bây giờ. Lúc đó, Tomoya vẫn thường đến chơi với gia đình Kotomi, và là người bạn duy nhất của cô. Ba mẹ cô là những khoa học gia lỗi lạc và đang nắm giữ một tài liệu khoa học cực kì quan trọng, ảnh hưởng đến sự phát triển của nhân loại. Vào ngày sinh nhật Kotomi, ba mẹ cô bận đi công tác đột xuất, và sau đó cô nhận được tin là họ đã thiệt mạng trong một vụ tai nạn máy bay cùng số tài liệu bị mất tích. Cuối cùng Kotomi đã đốt sạch các tài liệu quan trọng của ba mẹ do cô nghĩ chỉ vì nó mà họ mới qua đời. Quay về thực tại, Kotomi tự giam mình trong phòng, trong khi đó Tomoya đi vòng quanh sân và bắt tay vào dọn dẹp cỏ dại trong khu vườn. Nagisa, Kyou và Ryou cũng giúp đỡ anh rất nhiều. |                                                                                                   |                      |  |  |  |  |  |  |  |  |  |  |  |  |  |  |  |  |  |  |  |  |  |  |  |  |  |  |  |  |  |  |  |  |  |  |  |  |  |  |  |  |  |  |  |  |  |  |  |  |  |  |  |  |  |  |  |  |  |  |  |  |  |  |  |  |  |  |  |  |  |  |  |  |  |  |  |  |  |  |  |  |  |  |  |  |  |  |  |  |  |  |  |  |  |  |  |  |  |  |  |  |  |  |  |  |  |  |  |  |  |  |  |  |  |  |  |  |  |  |  |  |  |  |  |  |  |  |  |  |  |  |  |  |  |  |  |  |  |  |  |  |  |  |  |  |  |  |  |
| 14 | "Nguyên lý của vạn vật" "Seorii obu Evurishingu" (セオリー オブ エヴリシング)                     | 17 tháng 1 năm 2008  |  |  |  |  |  |  |  |  |  |  |  |  |  |  |  |  |  |  |  |  |  |  |  |  |  |  |  |  |  |  |  |  |  |  |  |  |  |  |  |  |  |  |  |  |  |  |  |  |  |  |  |  |  |  |  |  |  |  |  |  |  |  |  |  |  |  |  |  |  |  |  |  |  |  |  |  |  |  |  |  |  |  |  |  |  |  |  |  |  |  |  |  |  |  |  |  |  |  |  |  |  |  |  |  |  |  |  |  |  |  |  |  |  |  |  |  |  |  |  |  |  |  |  |  |  |  |  |  |  |  |  |  |  |  |  |  |  |  |  |  |  |  |  |  |  |  |  |
| Kotomi cuối cùng cũng chịu ra khỏi nhà để tìm Tomoya, anh đã làm việc vất vả suốt đêm và hiện đang ngủ trong vườn nhà cô. Khi Kotomi đi học trở lại, Tomoya, Kyou, Ryou và Nagisa đều vui mừng chào đón và tặng quà sinh nhật cho cô. Người đàn ông lạ mặt mà cô đã rất sợ vì nghĩ rằng ông ta muốn ăn cắp luận án của ba mẹ mình, thật ra là một người tốt. Kotomi và bạn bè cô biết được ông ta là người giám hộ hợp pháp của cô, và không có bất cứ một ghi chú bằng văn bản nào cho bản luận án đã mất sau tất cả. Những phong bì tài liệu bị Kotomi đốt cháy, mà cô từng nghĩ đó là một hành vi tội lỗi, thật sự chẳng có gì quan trọng. Người đàn ông lạ mặt đó cũng có một món quà sinh nhật cho Kotomi: chiếc vali của ba mẹ cô, nó được tìm thấy sau vụ tai nạn và đã qua tay nhiều người trong nhiều năm cho đến khi được gửi đến tận tay ông. Bên trong là một con gấu teddy, món quà mà Kotomi yêu cầu được tặng trước khi họ đi xa mấy năm trước, cùng một lá thư chúc mừng sinh nhật cô. Trong lúc Kotomi ôm lấy con gấu bông, căn phòng tràn ngập trong một thứ ánh sáng kì lạ, và cô bỗng lại được nhìn thấy linh hồn ba mẹ đã quá cố của mình. |                                                                                                   |                      |  |  |  |  |  |  |  |  |  |  |  |  |  |  |  |  |  |  |  |  |  |  |  |  |  |  |  |  |  |  |  |  |  |  |  |  |  |  |  |  |  |  |  |  |  |  |  |  |  |  |  |  |  |  |  |  |  |  |  |  |  |  |  |  |  |  |  |  |  |  |  |  |  |  |  |  |  |  |  |  |  |  |  |  |  |  |  |  |  |  |  |  |  |  |  |  |  |  |  |  |  |  |  |  |  |  |  |  |  |  |  |  |  |  |  |  |  |  |  |  |  |  |  |  |  |  |  |  |  |  |  |  |  |  |  |  |  |  |  |  |  |  |  |  |  |  |  |
| 15 | "Vấn đề nan giải" "Komatta Mondai" (困った問題)                                                   | 24 tháng 1 năm 2008  |  |  |  |  |  |  |  |  |  |  |  |  |  |  |  |  |  |  |  |  |  |  |  |  |  |  |  |  |  |  |  |  |  |  |  |  |  |  |  |  |  |  |  |  |  |  |  |  |  |  |  |  |  |  |  |  |  |  |  |  |  |  |  |  |  |  |  |  |  |  |  |  |  |  |  |  |  |  |  |  |  |  |  |  |  |  |  |  |  |  |  |  |  |  |  |  |  |  |  |  |  |  |  |  |  |  |  |  |  |  |  |  |  |  |  |  |  |  |  |  |  |  |  |  |  |  |  |  |  |  |  |  |  |  |  |  |  |  |  |  |  |  |  |  |  |  |  |
| Để giúp Nagisa tái lập câu lạc bộ kịch, bạn bè của cô đồng ý ghi danh tham gia nhằm hội đủ số thành viên tiêu chuẩn, nhưng họ vẫn còn thiếu một giáo viên cố vấn để tư vấn các vấn đề câu lạc bộ, và họ đã nhờ đến thầy Koumura Toshio. Tuy nhiên, ông đã trở thành thầy cố vấn cho câu lạc bộ hợp xướng, do đó Nagisa đã thương lượng với Nishina Rie, mong họ nhường lại thầy Komura cho câu lạc bộ kịch. Hôm sau, Nagisa tìm thấy một lá thư đe dọa trong ngăn bàn học của cô, và Youhei phát hiện ra một người bạn của Rie là Sugisaka đã đứng đằng sau chuyện này. Sau khi nghe chuyện về quá khứ của Rie, Nagisa chọn cách từ bỏ việc tái lập câu lạc bộ của cô, dù Youhei kịch liệt phản đối chuyện này. Tomoya và Youhei đến chỗ của Miyazawa Yukine để giết thời gian trong trường, và Yukine tặng Youhei một từ may mắn có liên quan đến "bóng rổ". Hôm sau, Youhei tìm cách thuyết phục Tomoya và Nagisa cùng chơi một trận bóng rổ nhằm chứng tỏ khả năng cho câu lạc bộ hợp xướng thấy, nhưng liên tục bị Tomoya tránh mặt và từ chối. Tan trường, Tomoya và Nagisa gặp mặt em gái của Youhei là Mei. Fuko cũng có xuất hiện một lần và cũng biến mất ngay sau đó trong tập phim này. |                                                                                                   |                      |  |  |  |  |  |  |  |  |  |  |  |  |  |  |  |  |  |  |  |  |  |  |  |  |  |  |  |  |  |  |  |  |  |  |  |  |  |  |  |  |  |  |  |  |  |  |  |  |  |  |  |  |  |  |  |  |  |  |  |  |  |  |  |  |  |  |  |  |  |  |  |  |  |  |  |  |  |  |  |  |  |  |  |  |  |  |  |  |  |  |  |  |  |  |  |  |  |  |  |  |  |  |  |  |  |  |  |  |  |  |  |  |  |  |  |  |  |  |  |  |  |  |  |  |  |  |  |  |  |  |  |  |  |  |  |  |  |  |  |  |  |  |  |  |  |  |  |
| 16 | "3 chọi 3"                                                                                        | 31 tháng 1 năm 2008  |  |  |  |  |  |  |  |  |  |  |  |  |  |  |  |  |  |  |  |  |  |  |  |  |  |  |  |  |  |  |  |  |  |  |  |  |  |  |  |  |  |  |  |  |  |  |  |  |  |  |  |  |  |  |  |  |  |  |  |  |  |  |  |  |  |  |  |  |  |  |  |  |  |  |  |  |  |  |  |  |  |  |  |  |  |  |  |  |  |  |  |  |  |  |  |  |  |  |  |  |  |  |  |  |  |  |  |  |  |  |  |  |  |  |  |  |  |  |  |  |  |  |  |  |  |  |  |  |  |  |  |  |  |  |  |  |  |  |  |  |  |  |  |  |  |  |  |
| Khi về đến chỗ trọ, Mei dọn dẹp căn phòng bẩn thỉu của anh trai, nhưng cô không thể ở lại ký túc xá nam của Youhei, do đó Nagisa xin phép cho Mei tạm trú trong tiệm bánh mỳ nhà cô trong thời gian Mei còn ở thị trấn. Tomoya và Youhei dễ dàng thuyết phục được Kyou cùng chơi bóng rổ. Nửa hiệp đầu của trận đấu, Tomoya và bạn bè đấu với những học sinh năm nhất và dễ dàng dẫn trước với 11 điểm, nhưng sau đó những cầu thủ thực thụ ra sân và thế trận xoay chuyển theo hướng bất lợi cho đội của Tomoya. Trong những giây cuối cùng của trận đấu, Tomoya đã xoay người ném thành công quả bóng vào rổ, một phần nhờ sự động viên của Nagisa, và đội của anh giành chiến thắng chung cuộc. Sau đó, Mei trở về quê của cô. |                                                                                                   |                      |  |  |  |  |  |  |  |  |  |  |  |  |  |  |  |  |  |  |  |  |  |  |  |  |  |  |  |  |  |  |  |  |  |  |  |  |  |  |  |  |  |  |  |  |  |  |  |  |  |  |  |  |  |  |  |  |  |  |  |  |  |  |  |  |  |  |  |  |  |  |  |  |  |  |  |  |  |  |  |  |  |  |  |  |  |  |  |  |  |  |  |  |  |  |  |  |  |  |  |  |  |  |  |  |  |  |  |  |  |  |  |  |  |  |  |  |  |  |  |  |  |  |  |  |  |  |  |  |  |  |  |  |  |  |  |  |  |  |  |  |  |  |  |  |  |  |  |
| 17 | "Căn phòng không có ai" "Fuzai no Kūkan" (不在の空間)                                             | 7 tháng 2 năm 2008   |  |  |  |  |  |  |  |  |  |  |  |  |  |  |  |  |  |  |  |  |  |  |  |  |  |  |  |  |  |  |  |  |  |  |  |  |  |  |  |  |  |  |  |  |  |  |  |  |  |  |  |  |  |  |  |  |  |  |  |  |  |  |  |  |  |  |  |  |  |  |  |  |  |  |  |  |  |  |  |  |  |  |  |  |  |  |  |  |  |  |  |  |  |  |  |  |  |  |  |  |  |  |  |  |  |  |  |  |  |  |  |  |  |  |  |  |  |  |  |  |  |  |  |  |  |  |  |  |  |  |  |  |  |  |  |  |  |  |  |  |  |  |  |  |  |  |  |
| Kế hoạch của Youhei đã thành công, sau khi xem trận đấu bóng rổ, câu lạc bộ hợp xướng quyết định chia sẻ thầy Komura với câu lạc bộ kịch, tuy nhiên Hội đồng học sinh vẫn không chấp nhận cho nó tái lập. Nagisa lại ngất xỉu ở trường và không thể đi học trong vài ngày. Suốt thời gian này, Tomoyo đến đánh thức Tomoya và Youhei mỗi ngày trước khi đến lớp để họ không trễ học nữa. Kyou tiếp tục tạo ra các tình huống chỉ có Ryou và Tomoya ở chung với nhau, chẳng hạn như ăn trưa cùng nhau. Yukine giúp Tomoya thoát khỏi cảnh cô đơn bằng quyển sách phép thuật của cô, và Tomoya vô tình thực hiện một động tác có thể khiến anh bị nhốt trong phòng thể dục chung với Kyou, mà cuối cùng đã xảy ra thật. Kyou cảm thấy lúng túng khi bị nhốt chung với Tomoya, và nghĩ rằng Tomoya có ý định quan hệ tình dục với cô. Tomoya đọc câu thần chú hóa giải phép thuật và cánh cửa đột nhiên mở ra giải thoát họ nhờ một cô bạn cùng lớp của Kyou. Anh và Tomoyo cùng nhau về khi tan trường, nhưng có một băng đảng đứng chặn ở cổng trường và đòi tính sổ với Tomoyo. Khi trận chiến đang diễn ra căng thẳng, các giáo viên giám thị chạy đến ngăn cản, nhưng Tomoya nhận chịu toàn bộ trách nhiệm để bảo vệ Tomoyo. |                                                                                                   |                      |  |  |  |  |  |  |  |  |  |  |  |  |  |  |  |  |  |  |  |  |  |  |  |  |  |  |  |  |  |  |  |  |  |  |  |  |  |  |  |  |  |  |  |  |  |  |  |  |  |  |  |  |  |  |  |  |  |  |  |  |  |  |  |  |  |  |  |  |  |  |  |  |  |  |  |  |  |  |  |  |  |  |  |  |  |  |  |  |  |  |  |  |  |  |  |  |  |  |  |  |  |  |  |  |  |  |  |  |  |  |  |  |  |  |  |  |  |  |  |  |  |  |  |  |  |  |  |  |  |  |  |  |  |  |  |  |  |  |  |  |  |  |  |  |  |  |  |
| 18 | "Chiến lược tiếp cận" "Gyakuten no Hisaku" (逆転の秘策)                                           | 14 tháng 2 năm 2008  |  |  |  |  |  |  |  |  |  |  |  |  |  |  |  |  |  |  |  |  |  |  |  |  |  |  |  |  |  |  |  |  |  |  |  |  |  |  |  |  |  |  |  |  |  |  |  |  |  |  |  |  |  |  |  |  |  |  |  |  |  |  |  |  |  |  |  |  |  |  |  |  |  |  |  |  |  |  |  |  |  |  |  |  |  |  |  |  |  |  |  |  |  |  |  |  |  |  |  |  |  |  |  |  |  |  |  |  |  |  |  |  |  |  |  |  |  |  |  |  |  |  |  |  |  |  |  |  |  |  |  |  |  |  |  |  |  |  |  |  |  |  |  |  |  |  |  |
| Trong thời gian Tomoya bị đình chỉ học tập, Tomoyo tiếp tục đến nhà anh, đánh thức và làm thức ăn mỗi sáng cho anh, mặc dù khi cô cố gắng yêu cầu anh giải thích mối quan hệ của anh với cha mình, Tomoya không chịu trả lời cô. Ngày Chủ nhật khi Tomoyo đang làm bữa trưa cho anh, Kyou, Ryou, và Kotomi cùng đến mang theo rất nhiều thức ăn, và thậm chí Fuko cũng xuất hiện góp phần vào chỗ thực phẩm này, cuối cùng Tomoya đành phải cố ăn hết tất cả. Khi quay lại trường, anh biết tin Tomoyo đang bị tẩy chay do có tin đồn cô giao du với băng đảng hôm trước, và anh sắp xếp để Tomoyo tham gia nhiều hoạt động thể thao khác nhau nhằm lấy lại uy tín cho cô. Tan trường, Tomoyo kể cho Tomoya nghe về tình cảnh gia đình trước đây của cô, và việc em trai cô đã liều mạng như thế nào để ngăn ba mẹ họ ly hôn. Nagisa cuối cùng cũng đi học lại và được bạn bè cô vui mừng chào đón. Trong một trận đấu tennis giữa Tomoyo với một tay vợt nam của câu lạc bộ tennis, một quả bóng đi lạc hướng đã đập mạnh vào chân của Nagisa, và Tomoya chu đáo săn sóc cô, thể hiện toàn bộ tình cảm của anh dành cho cô trước mặt mọi người. Tomoyo nhận ra tất cả những cố gắng bấy lâu nay của Tomoya là vì tình yêu với Nagisa, và cả Kyou lẫn Ryou đều khóc òa khi chứng kiến sự thật này. Cuối cùng, Tomoyo đã trở thành Hội trưởng Hội học sinh. |                                                                                                   |                      |  |  |  |  |  |  |  |  |  |  |  |  |  |  |  |  |  |  |  |  |  |  |  |  |  |  |  |  |  |  |  |  |  |  |  |  |  |  |  |  |  |  |  |  |  |  |  |  |  |  |  |  |  |  |  |  |  |  |  |  |  |  |  |  |  |  |  |  |  |  |  |  |  |  |  |  |  |  |  |  |  |  |  |  |  |  |  |  |  |  |  |  |  |  |  |  |  |  |  |  |  |  |  |  |  |  |  |  |  |  |  |  |  |  |  |  |  |  |  |  |  |  |  |  |  |  |  |  |  |  |  |  |  |  |  |  |  |  |  |  |  |  |  |  |  |  |  |
| 19 | "Cuộc sống mới" "Atarashii Seikatsu" (新しい生活)                                                 | 28 tháng 2 năm 2008  |  |  |  |  |  |  |  |  |  |  |  |  |  |  |  |  |  |  |  |  |  |  |  |  |  |  |  |  |  |  |  |  |  |  |  |  |  |  |  |  |  |  |  |  |  |  |  |  |  |  |  |  |  |  |  |  |  |  |  |  |  |  |  |  |  |  |  |  |  |  |  |  |  |  |  |  |  |  |  |  |  |  |  |  |  |  |  |  |  |  |  |  |  |  |  |  |  |  |  |  |  |  |  |  |  |  |  |  |  |  |  |  |  |  |  |  |  |  |  |  |  |  |  |  |  |  |  |  |  |  |  |  |  |  |  |  |  |  |  |  |  |  |  |  |  |  |  |
| Câu lạc bộ kịch cuối cùng cũng được tái lập với sự cố vấn của thầy Komura chung với câu lạc bộ hợp xướng. Thầy giáo của Tomoya đến nhà anh để hỏi ba anh về tương lai của con trai mình, nhưng ông Naoyuki chỉ lặp đi lặp lại rằng con đường tương lai là do Tomoya quyết định và ông thể can thiệp vào. Nhận thấy mối quan hệ căng thẳng giữa anh và ba mình, Nagisa thuyết phục Tomoya tạm sống ở nhà cô một thời gian với hy vọng để hai người có nhiều thời gian suy nghĩ về nhau và hiểu nhau hơn, Tomoya chấp nhận. Khi tan học về nhà mới, Tomoya nhìn thấy rất nhiều trẻ con trong tiệm bánh mỳ Furukawa, và anh phát hiện ra Sanae chính là giáo viên dạy trẻ tại nhà, đó cũng là khoản thu nhập chính của gia đình Nagisa. Nagisa tâm sự với Tomoya rằng cô cảm thấy đã làm điều gì đó có lỗi với ba mẹ khi cô còn nhỏ, nhưng cô không thể nhớ ra nó là gì, và ba mẹ cô nói rằng chẳng qua mọi chuyện là do Nagisa tưởng tượng ra thôi. |                                                                                                   |                      |  |  |  |  |  |  |  |  |  |  |  |  |  |  |  |  |  |  |  |  |  |  |  |  |  |  |  |  |  |  |  |  |  |  |  |  |  |  |  |  |  |  |  |  |  |  |  |  |  |  |  |  |  |  |  |  |  |  |  |  |  |  |  |  |  |  |  |  |  |  |  |  |  |  |  |  |  |  |  |  |  |  |  |  |  |  |  |  |  |  |  |  |  |  |  |  |  |  |  |  |  |  |  |  |  |  |  |  |  |  |  |  |  |  |  |  |  |  |  |  |  |  |  |  |  |  |  |  |  |  |  |  |  |  |  |  |  |  |  |  |  |  |  |  |  |  |  |
| 20 | "Bí mật quá khứ" "Himerareta Kako" (秘められた過去)                                               | 6 tháng 3 năm 2008   |  |  |  |  |  |  |  |  |  |  |  |  |  |  |  |  |  |  |  |  |  |  |  |  |  |  |  |  |  |  |  |  |  |  |  |  |  |  |  |  |  |  |  |  |  |  |  |  |  |  |  |  |  |  |  |  |  |  |  |  |  |  |  |  |  |  |  |  |  |  |  |  |  |  |  |  |  |  |  |  |  |  |  |  |  |  |  |  |  |  |  |  |  |  |  |  |  |  |  |  |  |  |  |  |  |  |  |  |  |  |  |  |  |  |  |  |  |  |  |  |  |  |  |  |  |  |  |  |  |  |  |  |  |  |  |  |  |  |  |  |  |  |  |  |  |  |  |
| Sau khi nghe Nagisa trình bày về nội dung của vở kịch mà cô muốn diễn, Tomoya cố gắng dò hỏi ba mẹ Nagisa thông tin về nó, nhưng họ quả quyết rằng chưa bao giờ nghe được câu chuyện nào như thế. Khi Akio nhìn thấy Tomoya và Nagisa đang lục lọi nhà kho, ông vội vã đưa họ tránh xa nơi ấy, và sau đó ông kể cho Tomoya nghe những việc xảy ra trong quá khứ khi hai người họ đang ở riêng. Mười năm trước, Nagisa lên cơn sốt giữa lúc trời đang đổ tuyết, và ngay lúc này ba mẹ cô đều bận việc và không thể ở bên chăm sóc cô được, họ đành để cô ở nhà và tự nhủ sẽ quay lại sau vài giờ. Khi Akio trở về, ông nhìn thấy Nagisa đã ngất xỉu giữa sân tuyết, trông như cô đã bỏ ra ngoài và chờ họ. Khi cô đã qua khỏi cơn nguy kịch, họ thề rằng sẽ bỏ việc và những ước mơ của hai người để bảo vệ Nagisa mãi mãi. Akio không muốn Tomoya nói chuyện này với bất kì ai, bao gồm cả Sanae và Nagisa, vì ông sợ cô sẽ suy sụp khi nghĩ rằng chỉ vì cô mà ba mẹ phải từ bỏ ước mơ của mình. Tomoya và gia đình Nagisa tổ chức một chuyến đi dã ngoại, nhưng sáng hôm sau Tomoya lại đổi ý không muốn đi và trốn đến chỗ của Youhei vì lý do sợ phá hỏng cuộc vui của gia đình Nagisa, nhưng sau khi được Youhei cho lời khuyên thì Tomoya lại quay về nhưng do đã trễ nên không thể đi dã ngoại nữa nên Akio quyết định cùng đám trẻ trong khu phố chơi bóng chày, trong lúc Tomoya đánh trúng quả bóng ở lượt đánh của mình, Nagisa vô tình thú nhận tình yêu của cô với Tomoya một cách gián tiếp. |                                                                                                   |                      |  |  |  |  |  |  |  |  |  |  |  |  |  |  |  |  |  |  |  |  |  |  |  |  |  |  |  |  |  |  |  |  |  |  |  |  |  |  |  |  |  |  |  |  |  |  |  |  |  |  |  |  |  |  |  |  |  |  |  |  |  |  |  |  |  |  |  |  |  |  |  |  |  |  |  |  |  |  |  |  |  |  |  |  |  |  |  |  |  |  |  |  |  |  |  |  |  |  |  |  |  |  |  |  |  |  |  |  |  |  |  |  |  |  |  |  |  |  |  |  |  |  |  |  |  |  |  |  |  |  |  |  |  |  |  |  |  |  |  |  |  |  |  |  |  |  |  |
| 21 | "Chuẩn bị cho lễ hội trường" "Gakuensai ni Mukete" (学園祭に向けて)                               | 13 tháng 3 năm 2008  |  |  |  |  |  |  |  |  |  |  |  |  |  |  |  |  |  |  |  |  |  |  |  |  |  |  |  |  |  |  |  |  |  |  |  |  |  |  |  |  |  |  |  |  |  |  |  |  |  |  |  |  |  |  |  |  |  |  |  |  |  |  |  |  |  |  |  |  |  |  |  |  |  |  |  |  |  |  |  |  |  |  |  |  |  |  |  |  |  |  |  |  |  |  |  |  |  |  |  |  |  |  |  |  |  |  |  |  |  |  |  |  |  |  |  |  |  |  |  |  |  |  |  |  |  |  |  |  |  |  |  |  |  |  |  |  |  |  |  |  |  |  |  |  |  |  |  |
| Nagisa và bạn bè cô tiếp tục thực hiện các hoạt động chuẩn bị cho vở kịch như luyện giọng, lựa chọn bài hát, sân khấu, đèn chiếu sáng, nhạc cụ và phân chia công việc cho từng người. Ba của Nagisa bỏ tiền thuê một cuộn băng video về một vở kịch mẫu, và Nagisa cảm thấy rất xúc động sau khi xem nó, cộng với việc đây là lần đầu tiên cô được xem người ta diễn kịch. Tomoya và Akio cố gắng lục tìm kịch bản của vở kịch mà Nagisa sắp diễn trong nhà kho, nhưng vẫn không nhìn thấy nó. Câu lạc bộ kịch có một buổi diễn thử trước ngày Lễ kỷ niệm Thành lập trường, và họ hoàn thành nó yên ổn. Đêm trước ngày lễ, Nagisa tìm một chiếc đèn pin trong nhà kho, nhưng cô vấp phải vài chiếc hộp và làm đổ chúng, để lộ toàn bộ số album và nhật ký ngày xưa của ba mẹ cô. |                                                                                                   |                      |  |  |  |  |  |  |  |  |  |  |  |  |  |  |  |  |  |  |  |  |  |  |  |  |  |  |  |  |  |  |  |  |  |  |  |  |  |  |  |  |  |  |  |  |  |  |  |  |  |  |  |  |  |  |  |  |  |  |  |  |  |  |  |  |  |  |  |  |  |  |  |  |  |  |  |  |  |  |  |  |  |  |  |  |  |  |  |  |  |  |  |  |  |  |  |  |  |  |  |  |  |  |  |  |  |  |  |  |  |  |  |  |  |  |  |  |  |  |  |  |  |  |  |  |  |  |  |  |  |  |  |  |  |  |  |  |  |  |  |  |  |  |  |  |  |  |  |
| 22 | "Hai bóng hình" "Kage Futatsu" (影二つ)                                                           | 20 tháng 3 năm 2008  |  |  |  |  |  |  |  |  |  |  |  |  |  |  |  |  |  |  |  |  |  |  |  |  |  |  |  |  |  |  |  |  |  |  |  |  |  |  |  |  |  |  |  |  |  |  |  |  |  |  |  |  |  |  |  |  |  |  |  |  |  |  |  |  |  |  |  |  |  |  |  |  |  |  |  |  |  |  |  |  |  |  |  |  |  |  |  |  |  |  |  |  |  |  |  |  |  |  |  |  |  |  |  |  |  |  |  |  |  |  |  |  |  |  |  |  |  |  |  |  |  |  |  |  |  |  |  |  |  |  |  |  |  |  |  |  |  |  |  |  |  |  |  |  |  |  |  |
| Sau khi Nagisa biết hết toàn bộ quá khứ của ba mẹ, cô bị sốc và trở nên buồn bã, chán nản khi nghĩ rằng chính cô là kẻ phá hoại ước mơ của họ. Ngày lễ đã đến, các thành viên câu lạc bộ nhận ra Nagisa không còn là chính cô nữa, họ ra sức động viên cô nhưng không thành công. Vở diễn bắt đầu, Nagisa bước lên sân khấu và khóc. Khi phông màn chuẩn bị hạ xuống và buổi diễn sắp thất bại, Akio bỗng nhiên xuất hiện, ông cùng Sanae khuyến khích cô quên đi những gì đã xảy ra và thực hiện chính ước mơ của cô ngay lúc này, cuối cùng Nagisa cũng lấy lại tinh thần và vở kịch đã kết thúc thành công. Ngày hôm sau cũng là lúc kì nghỉ hè bắt đầu, Tomoya cuối cùng đã thú nhận tình yêu của anh với Nagisa trong phòng sinh hoạt câu lạc bộ. Điều này đã khiến Nagisa bất ngờ, cô rơm rớm khóc, và đó là những giọt nước mắt của sự hạnh phúc. |                                                                                                   |                      |  |  |  |  |  |  |  |  |  |  |  |  |  |  |  |  |  |  |  |  |  |  |  |  |  |  |  |  |  |  |  |  |  |  |  |  |  |  |  |  |  |  |  |  |  |  |  |  |  |  |  |  |  |  |  |  |  |  |  |  |  |  |  |  |  |  |  |  |  |  |  |  |  |  |  |  |  |  |  |  |  |  |  |  |  |  |  |  |  |  |  |  |  |  |  |  |  |  |  |  |  |  |  |  |  |  |  |  |  |  |  |  |  |  |  |  |  |  |  |  |  |  |  |  |  |  |  |  |  |  |  |  |  |  |  |  |  |  |  |  |  |  |  |  |  |  |  |
| Thêm | "Sự kiện trong kỳ nghỉ hè" "Natsuyasumi no Dekigoto" (夏休みの出来事)                             | 27 tháng 3 năm 2008  |  |  |  |  |  |  |  |  |  |  |  |  |  |  |  |  |  |  |  |  |  |  |  |  |  |  |  |  |  |  |  |  |  |  |  |  |  |  |  |  |  |  |  |  |  |  |  |  |  |  |  |  |  |  |  |  |  |  |  |  |  |  |  |  |  |  |  |  |  |  |  |  |  |  |  |  |  |  |  |  |  |  |  |  |  |  |  |  |  |  |  |  |  |  |  |  |  |  |  |  |  |  |  |  |  |  |  |  |  |  |  |  |  |  |  |  |  |  |  |  |  |  |  |  |  |  |  |  |  |  |  |  |  |  |  |  |  |  |  |  |  |  |  |  |  |  |  |
| Trong kỳ nghỉ hè, dù bây giờ đã có thể tự do dạo chơi cùng nhau, nhưng cả Tomoya lẫn Nagisa đều cảm thấy rất ngượng và khiến tình cảm giữa họ không tiến triển thêm chút nào, điều này đã khiến bạn bè họ vô cùng ngạc nhiên. Mei lúc này cũng đến chơi và thăm gia đình Nagisa, khi biết rõ nỗi khó xử hiện tại của Tomoya và Nagisa, cô quyết định trở thành thần ái tình để tư vấn và giúp họ xích lại gần nhau hơn. Mei bày ra một kế hoạch chỉ cho Nagisa biết và bắt cô phải thực hiện theo, mặc dù Nagisa lại lúng túng mỗi khi đến thời điểm quan trọng. Sau khi Tomoya phát hiện ra Mei đứng đằng sau tất cả thái độ kì lạ của Nagisa trong ngày, anh gọi Mei lại nhưng cô đã chạy mất. Tomoya và Nagisa cuối cùng đã hiểu nhau nhiều hơn và họ dành toàn bộ thời gian còn lại trong ngày để đi dạo cùng nhau. |                                                                                                   |                      |  |  |  |  |  |  |  |  |  |  |  |  |  |  |  |  |  |  |  |  |  |  |  |  |  |  |  |  |  |  |  |  |  |  |  |  |  |  |  |  |  |  |  |  |  |  |  |  |  |  |  |  |  |  |  |  |  |  |  |  |  |  |  |  |  |  |  |  |  |  |  |  |  |  |  |  |  |  |  |  |  |  |  |  |  |  |  |  |  |  |  |  |  |  |  |  |  |  |  |  |  |  |  |  |  |  |  |  |  |  |  |  |  |  |  |  |  |  |  |  |  |  |  |  |  |  |  |  |  |  |  |  |  |  |  |  |  |  |  |  |  |  |  |  |  |  |  |
| OVA | "Thế giới khác: Câu chuyện của Tomoyo" "Mō Hitotsu no Sekai Tomoyo-hen" (もうひとつの世界 智代編) | 16 tháng 7 năm 2008  |  |  |  |  |  |  |  |  |  |  |  |  |  |  |  |  |  |  |  |  |  |  |  |  |  |  |  |  |  |  |  |  |  |  |  |  |  |  |  |  |  |  |  |  |  |  |  |  |  |  |  |  |  |  |  |  |  |  |  |  |  |  |  |  |  |  |  |  |  |  |  |  |  |  |  |  |  |  |  |  |  |  |  |  |  |  |  |  |  |  |  |  |  |  |  |  |  |  |  |  |  |  |  |  |  |  |  |  |  |  |  |  |  |  |  |  |  |  |  |  |  |  |  |  |  |  |  |  |  |  |  |  |  |  |  |  |  |  |  |  |  |  |  |  |  |  |  |
| Trong một thế giới song song nơi mà Tomoya và Tomoyo đang là một cặp, Tomoyo đã trở thành Hội trưởng Hội học sinh, nhưng tin đồn xấu bắt đầu lan ra khắp trường do Tomoya vốn không được mọi người yêu mến. Tomoyo trở nên bận rộn trong dịp lễ hội tại trường vì cô muốn cứu lấy các cây hoa anh đào trong khu vực. Tomoya nhận ra rằng anh đang trở thành vật cản lớn của Tomoyo và đã đi đến quyết định miễn cưỡng là cả hai sẽ chia tay. Thời gian trôi đi, danh tiếng của Tomoyo ngày càng tăng, Tomoya và Youhei dõi theo những thành công của cô thông qua truyền hình, và cô đã đạt được mục tiêu quan trọng nhất của mình là cứu lấy các cây anh đào vào mùa đông. Vào thời điểm đó, Tomoya và Tomoyo đã gặp và nói chuyện với nhau lần đầu tiên sau nhiều tháng, họ đi đến quyết định là sẽ trở lại thành đôi một lần nữa. |                                                                                                   |                      |  |  |  |  |  |  |  |  |  |  |  |  |  |  |  |  |  |  |  |  |  |  |  |  |  |  |  |  |  |  |  |  |  |  |  |  |  |  |  |  |  |  |  |  |  |  |  |  |  |  |  |  |  |  |  |  |  |  |  |  |  |  |  |  |  |  |  |  |  |  |  |  |  |  |  |  |  |  |  |  |  |  |  |  |  |  |  |  |  |  |  |  |  |  |  |  |  |  |  |  |  |  |  |  |  |  |  |  |  |  |  |  |  |  |  |  |  |  |  |  |  |  |  |  |  |  |  |  |  |  |  |  |  |  |  |  |  |  |  |  |  |  |  |  |  |  |  |

## Clannad ~After Story~

Bìa DVD Clannad ~After Story~ ấn bản gốc tập 8.

Đây là phần nối tiếp cốt truyện cho bộ anime Clannad đầu tiên. Nhân viên thực hiện Clannad ~After Story~ cũng là những người đã tham gia thực hiện bộ phim đầu, có cùng dàn diễn viên lồng tiếng (seiyū), cốt truyện dựa trên phần thứ hai của visual novel là After Story với nội dung nối tiếp câu chuyện của Nagisa. Anime Clannad ~After Story~ đã được phát sóng tại Nhật Bản từ ngày 3 tháng 10 năm 2008 đến ngày 26 tháng 3 năm 2009 trên kênh TBS với tỷ lệ hình là 4:3 và thời lượng 24 phút mỗi tập. Trong tổng số 24 tập của Clannad ~After Story~, 22 tập là phim bình thường, tập thứ 23 là một tập thêm và tập cuối cùng là tổng hợp lại những gì nổi bật đã xảy ra trong cả hai bộ anime. Clannad ~After Story~ cũng được phát sóng ở tỷ lệ hình 16:9 bắt đầu vào ngày 24 tháng 10 năm 2008. Bộ anime cũng được phát hành thành 8 bộ DVD từ ngày 3 tháng 12 năm 2008 đến ngày 1 tháng 7 năm 2009. 8 bộ DVD này có thêm một OVA, giống như bộ đầu lấy bối cảnh ở thế giới song song, nhưng lần này thì Tomoya và Kyou là một cặp. Tập OVA này được giới thiệu ngày 24 tháng 5 năm 2009 cho một số lượng giới hạn người xem.
Bản quyền cấp phép anime Clannad ~After Story~ ở Bắc Mỹ cũng được mua bởi công ty Sentai Filmworks; Section23 Films đã bản địa hóa để phân phối các tập anime với nửa đầu bộ đĩa kèm phụ đề tiếng Anh, âm thanh tiếng Nhật và không có bản lồng tiếng Anh, phát hành vào ngày 20 tháng 10 năm 2009. Nửa bộ đĩa tiếp theo chứa các tập còn lại phát hành vào ngày 8 tháng 12 năm 2009.
Có hai ca khúc chủ đề được sử dụng trong mỗi tập anime; một để mở đầu và một để kết thúc. Bài hát mở đầu là "Toki o Kizamu Uta" (時を刻む唄) được phổ nhạc có giai điệu giống như một bản nhạc nền trong visual novel là "Onaji Takami e" (同じ高みへ). Bài hát kết thúc là "TORCH", và cả hai bài hát mở đầu và kết thúc đều được trình bày bởi ca sĩ Lia.
| |                                                                                             |                      |  |  |  |  |  |  |  |  |  |  |  |  |  |  |  |  |  |  |  |  |  |  |  |  |  |  |  |  |  |  |  |  |  |  |  |  |  |  |  |  |  |  |  |  |  |  |  |  |  |  |  |  |  |  |  |  |  |  |  |  |  |  |  |  |  |  |  |  |  |  |  |  |  |  |  |  |  |  |  |  |  |  |  |  |  |  |  |  |  |  |  |  |  |  |  |  |  |  |  |  |  |  |  |  |  |  |  |  |  |  |  |  |  |  |  |  |  |  |  |  |  |  |  |  |  |  |  |  |  |  |  |  |  |  |  |  |  |  |  |  |  |  |  |  |  |  |  |
| 01 | "Lời tạm biệt cuối hè" "Natsu no Owari no Sayonara" (夏の終わりのサヨナラ)                  | 3 tháng 10 năm 2008  |  |  |  |  |  |  |  |  |  |  |  |  |  |  |  |  |  |  |  |  |  |  |  |  |  |  |  |  |  |  |  |  |  |  |  |  |  |  |  |  |  |  |  |  |  |  |  |  |  |  |  |  |  |  |  |  |  |  |  |  |  |  |  |  |  |  |  |  |  |  |  |  |  |  |  |  |  |  |  |  |  |  |  |  |  |  |  |  |  |  |  |  |  |  |  |  |  |  |  |  |  |  |  |  |  |  |  |  |  |  |  |  |  |  |  |  |  |  |  |  |  |  |  |  |  |  |  |  |  |  |  |  |  |  |  |  |  |  |  |  |  |  |  |  |  |  |  |
| Kỳ nghỉ hè đã trôi qua và học kỳ hai bắt đầu tại trường của Tomoya. Akio, ba của Nagisa, nhờ Tomoya lập một đội bóng chày trong vùng để thi đấu với đội bạn là nhóm của khu phố mua sắm lân cận. Tomoya đã thuyết phục được Kyou và Kotomi trong câu lạc bộ kịch, Youhei và cô em gái Mei, Tomoyo, Misae và Yusuke gia nhập đội. Đội của Tomoya có khởi đầu khá suôn sẽ trong vài lượt mở màn của trận đấu, cho đến khi Akio không may bị một cây gậy bóng chày văng trúng chân và Nagisa buộc phải ra sân thay thế với vị trí ném bóng. Đội bạn dần bắt kịp đội của Tomoya, khi trận đấu sắp kết thúc, anh vung gậy đánh cú quyết định và ghi điểm trực tiếp, mang lại chiến thắng chung cuộc cho đội mình. |                                                                                             |                      |  |  |  |  |  |  |  |  |  |  |  |  |  |  |  |  |  |  |  |  |  |  |  |  |  |  |  |  |  |  |  |  |  |  |  |  |  |  |  |  |  |  |  |  |  |  |  |  |  |  |  |  |  |  |  |  |  |  |  |  |  |  |  |  |  |  |  |  |  |  |  |  |  |  |  |  |  |  |  |  |  |  |  |  |  |  |  |  |  |  |  |  |  |  |  |  |  |  |  |  |  |  |  |  |  |  |  |  |  |  |  |  |  |  |  |  |  |  |  |  |  |  |  |  |  |  |  |  |  |  |  |  |  |  |  |  |  |  |  |  |  |  |  |  |  |  |  |
| 02 | "Tìm kiếm tình yêu ảo tưởng" "Itsuwari no Ai o Sagashite" (いつわりの愛をさがして)          | 10 tháng 10 năm 2008 |  |  |  |  |  |  |  |  |  |  |  |  |  |  |  |  |  |  |  |  |  |  |  |  |  |  |  |  |  |  |  |  |  |  |  |  |  |  |  |  |  |  |  |  |  |  |  |  |  |  |  |  |  |  |  |  |  |  |  |  |  |  |  |  |  |  |  |  |  |  |  |  |  |  |  |  |  |  |  |  |  |  |  |  |  |  |  |  |  |  |  |  |  |  |  |  |  |  |  |  |  |  |  |  |  |  |  |  |  |  |  |  |  |  |  |  |  |  |  |  |  |  |  |  |  |  |  |  |  |  |  |  |  |  |  |  |  |  |  |  |  |  |  |  |  |  |  |
| Mei trở nên lo cho anh trai cô, vì Youhei vẫn chưa có kế hoạch gì sau khi tốt nghiệp trung học, và hiện cô đã dọn đến nhà của Nagisa sống một thời gian. Dựa vào một câu tán gẫu thoáng qua của Youhei, Tomoya nảy ra ý nhờ một cô gái nào đó đóng giả làm bạn gái của Youhei, khi đó Mei sẽ không còn quá lo lắng cho anh trai mình nữa. Youhei cùng Tomoya và Nagisa đi quanh trường và thử nhờ Ryou, Tomoyo, Kotomi, và Yukine, nhưng không ai chịu làm. Sanae sau khi biết được rắc rối của Youhei đã quyết định đóng giả làm bạn gái của anh, nếu việc đó có thể giúp anh chọn được một mục tiêu đúng đắng trong cuộc sống. Cộng thêm việc Youhei cho đến tận lúc đó vẫn cứ nghĩ Sanae là chị gái của Nagisa vì một câu nói đùa của Tomoya. Đến ngày Mei gặp "bạn gái" của anh trai mình, Sanae đã cải trang bằng cách mặc đồng phục học sinh ở trường của Tomoya. |                                                                                             |                      |  |  |  |  |  |  |  |  |  |  |  |  |  |  |  |  |  |  |  |  |  |  |  |  |  |  |  |  |  |  |  |  |  |  |  |  |  |  |  |  |  |  |  |  |  |  |  |  |  |  |  |  |  |  |  |  |  |  |  |  |  |  |  |  |  |  |  |  |  |  |  |  |  |  |  |  |  |  |  |  |  |  |  |  |  |  |  |  |  |  |  |  |  |  |  |  |  |  |  |  |  |  |  |  |  |  |  |  |  |  |  |  |  |  |  |  |  |  |  |  |  |  |  |  |  |  |  |  |  |  |  |  |  |  |  |  |  |  |  |  |  |  |  |  |  |  |  |
| 03 | "Những trái tim không đồng cảm" "Surechigau Kokoro" (すれちがう心)                          | 17 tháng 10 năm 2008 |  |  |  |  |  |  |  |  |  |  |  |  |  |  |  |  |  |  |  |  |  |  |  |  |  |  |  |  |  |  |  |  |  |  |  |  |  |  |  |  |  |  |  |  |  |  |  |  |  |  |  |  |  |  |  |  |  |  |  |  |  |  |  |  |  |  |  |  |  |  |  |  |  |  |  |  |  |  |  |  |  |  |  |  |  |  |  |  |  |  |  |  |  |  |  |  |  |  |  |  |  |  |  |  |  |  |  |  |  |  |  |  |  |  |  |  |  |  |  |  |  |  |  |  |  |  |  |  |  |  |  |  |  |  |  |  |  |  |  |  |  |  |  |  |  |  |  |
| Youhei và Sanae cùng hẹn nhau đi chơi trong thị trấn, và được Mei, Tomoya và Nagisa đi theo hỗ trợ. Mei luôn cảm thấy anh trai mình thật vô tích sự ngay cả khi ở cùng với một người bạn gái hoàn hảo, do đó cô vẫn tiếp tục lo lắng cho anh. Mei luôn nhớ rằng anh mình đã từng rất trìu mến và quan tâm đến cô trong quá khứ mỗi khi cô bị bắt nạt. Trong một nỗ lực để kích thích tình anh em của Youhei, Mei đã nói dối là cô đến thành phố để gặp một chàng trai mà cô thích, và sau đó giả vờ nói rằng Tomoya chính là người đó. Mặc dù bị sốc đến hai lần, Youhei không thể nói gì với Mei. Vì Mei không thể bỏ ngang những gì mà cô đã gây ra, cô quyết định sẽ cứ thực hiện theo kế hoạch một thời gian. |                                                                                             |                      |  |  |  |  |  |  |  |  |  |  |  |  |  |  |  |  |  |  |  |  |  |  |  |  |  |  |  |  |  |  |  |  |  |  |  |  |  |  |  |  |  |  |  |  |  |  |  |  |  |  |  |  |  |  |  |  |  |  |  |  |  |  |  |  |  |  |  |  |  |  |  |  |  |  |  |  |  |  |  |  |  |  |  |  |  |  |  |  |  |  |  |  |  |  |  |  |  |  |  |  |  |  |  |  |  |  |  |  |  |  |  |  |  |  |  |  |  |  |  |  |  |  |  |  |  |  |  |  |  |  |  |  |  |  |  |  |  |  |  |  |  |  |  |  |  |  |  |
| 04 | "Với nụ cười như ngày nào" "Ano Hi to Onaji Egao de" (あの日と同じ笑顔で)                   | 24 tháng 10 năm 2008 |  |  |  |  |  |  |  |  |  |  |  |  |  |  |  |  |  |  |  |  |  |  |  |  |  |  |  |  |  |  |  |  |  |  |  |  |  |  |  |  |  |  |  |  |  |  |  |  |  |  |  |  |  |  |  |  |  |  |  |  |  |  |  |  |  |  |  |  |  |  |  |  |  |  |  |  |  |  |  |  |  |  |  |  |  |  |  |  |  |  |  |  |  |  |  |  |  |  |  |  |  |  |  |  |  |  |  |  |  |  |  |  |  |  |  |  |  |  |  |  |  |  |  |  |  |  |  |  |  |  |  |  |  |  |  |  |  |  |  |  |  |  |  |  |  |  |  |
| Youhei liên tục không đến lớp trong những ngày gần đây, các bạn anh và Mei cảm thấy lo lắng về tình hình của anh. Mei, Tomoya và Nagisa đến câu lạc bộ bóng đá của trường và cố hết sức thuyết phục họ cho Youhei tái gia nhập. Mặc dù họ đã hoàn thành những công việc khổ sai mà đội bóng đá yêu cầu, nhưng Yuohei vẫn không được câu lạc bộ chấp nhận. Khi đội trưởng đội bóng làm Mei khóc và bắt nạt cô, Youhei đột nhiên xuất hiện xông vào đánh nhau một trận với các thành viên câu lạc bộ với sự giúp sức của Tomoya. Sau khi các các thành viên của đội bóng bỏ đi, giữa Tomoya và Youhei lại xảy ra một trận đánh khác để xem ai có khả năng bảo vệ Mei. Youhei cuối cùng đã thừa nhận anh vốn rất lo lắng cho Mei, và trận chiến giữa hai người họ kết thúc sau khi Mei và Nagisa chạy ra can ngăn. Tomoya sau này tự ôn lại kỉ niệm ngày mà anh và Youhei lần đầu tiên gặp nhau. |                                                                                             |                      |  |  |  |  |  |  |  |  |  |  |  |  |  |  |  |  |  |  |  |  |  |  |  |  |  |  |  |  |  |  |  |  |  |  |  |  |  |  |  |  |  |  |  |  |  |  |  |  |  |  |  |  |  |  |  |  |  |  |  |  |  |  |  |  |  |  |  |  |  |  |  |  |  |  |  |  |  |  |  |  |  |  |  |  |  |  |  |  |  |  |  |  |  |  |  |  |  |  |  |  |  |  |  |  |  |  |  |  |  |  |  |  |  |  |  |  |  |  |  |  |  |  |  |  |  |  |  |  |  |  |  |  |  |  |  |  |  |  |  |  |  |  |  |  |  |  |  |
| 05 | "Ngày có bạn bên cạnh" "Kimi no Ita Kisetsu" (君のいた季節)                                 | 31 tháng 10 năm 2008 |  |  |  |  |  |  |  |  |  |  |  |  |  |  |  |  |  |  |  |  |  |  |  |  |  |  |  |  |  |  |  |  |  |  |  |  |  |  |  |  |  |  |  |  |  |  |  |  |  |  |  |  |  |  |  |  |  |  |  |  |  |  |  |  |  |  |  |  |  |  |  |  |  |  |  |  |  |  |  |  |  |  |  |  |  |  |  |  |  |  |  |  |  |  |  |  |  |  |  |  |  |  |  |  |  |  |  |  |  |  |  |  |  |  |  |  |  |  |  |  |  |  |  |  |  |  |  |  |  |  |  |  |  |  |  |  |  |  |  |  |  |  |  |  |  |  |  |
| Tomoya và Nagisa đến thăm Youhei, và dành thời gian trò chuyện cùng chị quản lý Misae và Tomoyo cũng đến. Khi chỉ còn Tomoya và Nagisa ở lại, Misae tặng hai người một cặp vé tham dự Lễ hội Mùa thu, Tomoya bỗng ngủ thiếp đi và mơ thấy một giấc mộng kì lạ. Trong mơ, anh nhìn thấy quang cảnh khi Misae vẫn còn là học sinh năm thứ nhất ở trường mà Tomoya đang học, cô gặp một thiếu niên kì lạ tự xưng tên là Shima Katsuki, người nói rằng sẽ thực hiện một điều ước bất kì của Misae để đáp lại việc cô đã động viên anh năm ngoái, khi anh nằm trong bệnh viện. Misae đang thầm tương tư một nam sinh trong trường là Igarashi, nhưng anh này đã có bạn gái và cũng biết rằng Misae thích anh. Igarashi đã nhờ Katsuki nói với cô điều này, nhưng Katsuki không đủ can đảm để nói sự thật trước mặt Misae, anh bắt đầu khóc. Misae bỗng nhìn thấy Igarashi đi cùng với bạn gái của anh ta và nhận ra sự thật. Cô quay lưng bỏ chạy, quên cả Katsuki đang đứng phía sau. |                                                                                             |                      |  |  |  |  |  |  |  |  |  |  |  |  |  |  |  |  |  |  |  |  |  |  |  |  |  |  |  |  |  |  |  |  |  |  |  |  |  |  |  |  |  |  |  |  |  |  |  |  |  |  |  |  |  |  |  |  |  |  |  |  |  |  |  |  |  |  |  |  |  |  |  |  |  |  |  |  |  |  |  |  |  |  |  |  |  |  |  |  |  |  |  |  |  |  |  |  |  |  |  |  |  |  |  |  |  |  |  |  |  |  |  |  |  |  |  |  |  |  |  |  |  |  |  |  |  |  |  |  |  |  |  |  |  |  |  |  |  |  |  |  |  |  |  |  |  |  |  |
| 06 | "Mãi mãi bên bạn" "Zutto Anata no Soba ni" (ずっとあなたのそばに)                           | 7 tháng 11 năm 2008  |  |  |  |  |  |  |  |  |  |  |  |  |  |  |  |  |  |  |  |  |  |  |  |  |  |  |  |  |  |  |  |  |  |  |  |  |  |  |  |  |  |  |  |  |  |  |  |  |  |  |  |  |  |  |  |  |  |  |  |  |  |  |  |  |  |  |  |  |  |  |  |  |  |  |  |  |  |  |  |  |  |  |  |  |  |  |  |  |  |  |  |  |  |  |  |  |  |  |  |  |  |  |  |  |  |  |  |  |  |  |  |  |  |  |  |  |  |  |  |  |  |  |  |  |  |  |  |  |  |  |  |  |  |  |  |  |  |  |  |  |  |  |  |  |  |  |  |
| Sau khi chia tay Igarashi, Misae bắt đầu ở bên Katsuki nhiều hơn và dần có tình cảm với anh. Một ngày nọ, sau khi về nhà cùng hai cô bạn của Misae, Katsuki đã nhận ra rằng trên thực tế anh không phải là Shima Katsuki mà là một chú mèo đã được Shima Katsuki (vốn mất vì bệnh đã lâu) nhờ đến gặp Misae để thực hiện điều ước của cô. Bằng một phép lạ nào đó, chú mèo đã có ký ức và hình dáng của Katsuki và đang thực hiện điều mà Katsuki thật gửi gắm trước khi mất. Lễ hội Mùa thu đã đến, Misae thổ lộ tình cảm của mình với Katsuki khi hai người họ đang dạo chơi trong đêm hội, nhưng anh đã tan biến ngay sau khi Misae tuyên bố ước nguyện của mình là muốn anh ở bên cô mãi mãi. Khi Tomoya tỉnh dậy và thấy rằng chú mèo luôn ở bên Misae đã sử dụng sức mạnh bí ẩn để khiến anh nhìn thấy giấc mơ đó, sau đó anh đã tìm cách giúp Misae biết được điều mà Katsuki không có cơ hội nói với cô suốt thời gian qua. |                                                                                             |                      |  |  |  |  |  |  |  |  |  |  |  |  |  |  |  |  |  |  |  |  |  |  |  |  |  |  |  |  |  |  |  |  |  |  |  |  |  |  |  |  |  |  |  |  |  |  |  |  |  |  |  |  |  |  |  |  |  |  |  |  |  |  |  |  |  |  |  |  |  |  |  |  |  |  |  |  |  |  |  |  |  |  |  |  |  |  |  |  |  |  |  |  |  |  |  |  |  |  |  |  |  |  |  |  |  |  |  |  |  |  |  |  |  |  |  |  |  |  |  |  |  |  |  |  |  |  |  |  |  |  |  |  |  |  |  |  |  |  |  |  |  |  |  |  |  |  |  |
| 07 | "Nơi cô ấy thuộc về" "Kanojo no Ibasho" (彼女の居場所)                                      | 14 tháng 11 năm 2008 |  |  |  |  |  |  |  |  |  |  |  |  |  |  |  |  |  |  |  |  |  |  |  |  |  |  |  |  |  |  |  |  |  |  |  |  |  |  |  |  |  |  |  |  |  |  |  |  |  |  |  |  |  |  |  |  |  |  |  |  |  |  |  |  |  |  |  |  |  |  |  |  |  |  |  |  |  |  |  |  |  |  |  |  |  |  |  |  |  |  |  |  |  |  |  |  |  |  |  |  |  |  |  |  |  |  |  |  |  |  |  |  |  |  |  |  |  |  |  |  |  |  |  |  |  |  |  |  |  |  |  |  |  |  |  |  |  |  |  |  |  |  |  |  |  |  |  |
| Tomoya, Nagisa và Youhei vô tình biết được Yukine được kính trọng bởi cả hai băng nhóm khét tiếng đối địch nhau trong thành phố kể khi cô chăm sóc các thành viên của cả hai băng này lúc họ bị thương. Anh trai cô từng là lãnh đạo của một trong hai băng nhóm này, và một cậu bé tên Yu đã đến gặp cô để tìm chị của mình vì cậu ta tin là chị ấy đang hẹn hò với một người nào đó trong băng của anh trai Yukine. Youhei tự nhận với Yu rằng anh là anh của Yukine trong một thời gian, nhưng sự thật dần được hé lộ sau khi Yukine dẫn Yu cùng với Tomoya, Nagisa và Youhei đến quán rượu, nơi mà băng của anh cô thường tập họp. Anh của Yukine đã vào bệnh viện sau khi cứu bạn của mình khỏi một vụ tai nạn giao thông. Khi đang trên đường trở về nhà, ba thành viên của băng nhóm đối địch, cũng bị mắc lừa khi tưởng nhầm Youhei là anh của Yukine, đã xông vào đánh nhau với anh ta và Tomoya, nhưng Tomoyo cũng bất ngờ xuất hiện và hạ đo ván cả ba chỉ với một cú ra đòn. |                                                                                             |                      |  |  |  |  |  |  |  |  |  |  |  |  |  |  |  |  |  |  |  |  |  |  |  |  |  |  |  |  |  |  |  |  |  |  |  |  |  |  |  |  |  |  |  |  |  |  |  |  |  |  |  |  |  |  |  |  |  |  |  |  |  |  |  |  |  |  |  |  |  |  |  |  |  |  |  |  |  |  |  |  |  |  |  |  |  |  |  |  |  |  |  |  |  |  |  |  |  |  |  |  |  |  |  |  |  |  |  |  |  |  |  |  |  |  |  |  |  |  |  |  |  |  |  |  |  |  |  |  |  |  |  |  |  |  |  |  |  |  |  |  |  |  |  |  |  |  |  |
| 08 | "Trận chiến oai hùng" "Yūki Aru Tatakai" (勇気ある戦い)                                     | 21 tháng 11 năm 2008 |  |  |  |  |  |  |  |  |  |  |  |  |  |  |  |  |  |  |  |  |  |  |  |  |  |  |  |  |  |  |  |  |  |  |  |  |  |  |  |  |  |  |  |  |  |  |  |  |  |  |  |  |  |  |  |  |  |  |  |  |  |  |  |  |  |  |  |  |  |  |  |  |  |  |  |  |  |  |  |  |  |  |  |  |  |  |  |  |  |  |  |  |  |  |  |  |  |  |  |  |  |  |  |  |  |  |  |  |  |  |  |  |  |  |  |  |  |  |  |  |  |  |  |  |  |  |  |  |  |  |  |  |  |  |  |  |  |  |  |  |  |  |  |  |  |  |  |
| Tomoyo kể với Yukine và những người khác về việc cô đã nghe tin rằng cảnh sát sẽ bắt đầu trấn áp bằng vũ lực nếu các cuộc đánh nhau giữa hai băng nhóm này trở nên tệ hơn nữa. Để cố gắng ngăn chặn một cuộc chiến tương tự, Yukine và Tomoya đã đi thuyết phục với từng người của cả hai băng nhằm dàn xếp được vấn đề rắc rối và giải hòa cho họ. Tuy nhiên, thủ lĩnh của băng đối địch muốn giải quyết mọi chuyện thông qua một cuộc đấu tay đôi giữa anh và anh trai Yukine là Kazuto. Youhei miễn cưỡng đi "đỡ đạn" thay cho Kazuto, nhưng đã ngất xỉu cùng những người khác sau khi thưởng thức bánh mỳ của Sanae, cuối cùng Tomoya đã lãnh trách nhiệm đấu với thủ lĩnh của băng nhóm đối địch. Yukine đã cải trang thành Kazuto để kết thúc trận đấu, cuối cùng mọi người mới biết được rằng Kazuto đã mất được một thời gian và mong muốn cuối cùng của anh là chấm dứt các cuộc đối đầu trong thị trấn, đó cũng chính là lý do anh đánh nhau với tất cả mọi người nhằm trở thành thủ lĩnh mạnh nhất để có thể ra lệnh cho cả hai bên giảng hòa. Tại nghĩa trang chôn cất Kazuto, Yukine cùng tất cả thành viên của hai băng nhóm đều thành tâm cầu nguyện cho anh. Sau khi mọi mâu thuẫn và rắc rối đã được giải quyết ổn thỏa giữa hai phe, Tomoya nhìn thấy một quả cầu ánh sáng màu xanh bay lên trời. |                                                                                             |                      |  |  |  |  |  |  |  |  |  |  |  |  |  |  |  |  |  |  |  |  |  |  |  |  |  |  |  |  |  |  |  |  |  |  |  |  |  |  |  |  |  |  |  |  |  |  |  |  |  |  |  |  |  |  |  |  |  |  |  |  |  |  |  |  |  |  |  |  |  |  |  |  |  |  |  |  |  |  |  |  |  |  |  |  |  |  |  |  |  |  |  |  |  |  |  |  |  |  |  |  |  |  |  |  |  |  |  |  |  |  |  |  |  |  |  |  |  |  |  |  |  |  |  |  |  |  |  |  |  |  |  |  |  |  |  |  |  |  |  |  |  |  |  |  |  |  |  |
| 09 | "Những bước đi ở lưng chừng ngọn đồi" "Sakamichi no Tochū" (坂道の途中)                     | 28 tháng 11 năm 2008 |  |  |  |  |  |  |  |  |  |  |  |  |  |  |  |  |  |  |  |  |  |  |  |  |  |  |  |  |  |  |  |  |  |  |  |  |  |  |  |  |  |  |  |  |  |  |  |  |  |  |  |  |  |  |  |  |  |  |  |  |  |  |  |  |  |  |  |  |  |  |  |  |  |  |  |  |  |  |  |  |  |  |  |  |  |  |  |  |  |  |  |  |  |  |  |  |  |  |  |  |  |  |  |  |  |  |  |  |  |  |  |  |  |  |  |  |  |  |  |  |  |  |  |  |  |  |  |  |  |  |  |  |  |  |  |  |  |  |  |  |  |  |  |  |  |  |  |
| Những tháng cuối năm học đã đến, Tomoya và các bạn đang bàn xem họ sẽ làm gi sau khi ra trường. Kyou muốn trở thành cô giáo của một trường mầm non, Ryou muốn học ngành y tá, Kotomi muốn du học ở Mỹ và Youhei muốn trở thành người mẫu. Còn Tomoya vẫn chưa có định hướng gì cho tương lai của mình. Căn bệnh của Nagisa lại tái phát khiến cô không thể đến trường và tham dự kỳ thi tốt nghiệp, đồng nghĩa với việc cô sẽ phải ở lại lớp một lần nữa. Vào ngày tốt nghiệp, Tomoya nhanh chóng trở về nhà cùng với Nagisa, hai người nắm tay và cùng nhau đi dạo. |                                                                                             |                      |  |  |  |  |  |  |  |  |  |  |  |  |  |  |  |  |  |  |  |  |  |  |  |  |  |  |  |  |  |  |  |  |  |  |  |  |  |  |  |  |  |  |  |  |  |  |  |  |  |  |  |  |  |  |  |  |  |  |  |  |  |  |  |  |  |  |  |  |  |  |  |  |  |  |  |  |  |  |  |  |  |  |  |  |  |  |  |  |  |  |  |  |  |  |  |  |  |  |  |  |  |  |  |  |  |  |  |  |  |  |  |  |  |  |  |  |  |  |  |  |  |  |  |  |  |  |  |  |  |  |  |  |  |  |  |  |  |  |  |  |  |  |  |  |  |  |  |
| 10 | "Mùa của những khởi đầu" "Hajimari no Kisetsu" (始まりの季節)                               | 5 tháng 12 năm 2008  |  |  |  |  |  |  |  |  |  |  |  |  |  |  |  |  |  |  |  |  |  |  |  |  |  |  |  |  |  |  |  |  |  |  |  |  |  |  |  |  |  |  |  |  |  |  |  |  |  |  |  |  |  |  |  |  |  |  |  |  |  |  |  |  |  |  |  |  |  |  |  |  |  |  |  |  |  |  |  |  |  |  |  |  |  |  |  |  |  |  |  |  |  |  |  |  |  |  |  |  |  |  |  |  |  |  |  |  |  |  |  |  |  |  |  |  |  |  |  |  |  |  |  |  |  |  |  |  |  |  |  |  |  |  |  |  |  |  |  |  |  |  |  |  |  |  |  |
| Sau khi tốt nghiệp ít lâu, Tomoya quyết định sẽ trở nên tự lập hơn và mục tiêu đầu tiên của anh là nhận được một công việc ở tiệm bánh mỳ Furukawa. Cùng lúc đó, Nagisa đã bắt đầu một năm học mới, dù cô có rất ít bạn và những nỗ lực để tái lập một câu lạc bộ kịch nghệ mới cũng đã thất bại. Tomoya cuối cùng đã chia tay với cuộc sống trong gia đình Nagisa và đến ở trong một căn hộ của riêng anh, cũng như đã xin vào làm thử việc trong một công ty điện lực cùng với Yoshino Yusuke. Sau ngày làm việc đầu tiên của mình, Tomoya trở về nhà riêng trong tình trạng kiệt sức và phải rất cố gắng để có thể tỉnh táo trong bữa ăn tối với Nagisa. |                                                                                             |                      |  |  |  |  |  |  |  |  |  |  |  |  |  |  |  |  |  |  |  |  |  |  |  |  |  |  |  |  |  |  |  |  |  |  |  |  |  |  |  |  |  |  |  |  |  |  |  |  |  |  |  |  |  |  |  |  |  |  |  |  |  |  |  |  |  |  |  |  |  |  |  |  |  |  |  |  |  |  |  |  |  |  |  |  |  |  |  |  |  |  |  |  |  |  |  |  |  |  |  |  |  |  |  |  |  |  |  |  |  |  |  |  |  |  |  |  |  |  |  |  |  |  |  |  |  |  |  |  |  |  |  |  |  |  |  |  |  |  |  |  |  |  |  |  |  |  |  |
| 11 | "Lời Hứa Lễ Thành Lập Trường" "Yakusoku no Sōritsushasai" (約束の創立者祭)                  | 12 tháng 12 năm 2008 |  |  |  |  |  |  |  |  |  |  |  |  |  |  |  |  |  |  |  |  |  |  |  |  |  |  |  |  |  |  |  |  |  |  |  |  |  |  |  |  |  |  |  |  |  |  |  |  |  |  |  |  |  |  |  |  |  |  |  |  |  |  |  |  |  |  |  |  |  |  |  |  |  |  |  |  |  |  |  |  |  |  |  |  |  |  |  |  |  |  |  |  |  |  |  |  |  |  |  |  |  |  |  |  |  |  |  |  |  |  |  |  |  |  |  |  |  |  |  |  |  |  |  |  |  |  |  |  |  |  |  |  |  |  |  |  |  |  |  |  |  |  |  |  |  |  |  |
| Công việc của Tomoya có khá nhiều thăng trầm. Anh không muốn ông chủ biết vết thương trên vai phải vì sợ mình sẽ bị mất việc nếu chuyện đó lộ ra. Anh cũng đã hứa với Nagisa rằng sẽ đi cùng cô đến tham dự Lễ kỷ niệm Thành lập trường, nhưng công việc ngày càng bận rộn hơn và dù những bạn đồng nghiệp đã tình nguyện làm thay, Tomoya vẫn muốn chứng minh khả năng của anh. Tomoya đến buổi lễ rất muộn khi mọi người đã về gần hết, anh cảm thấy ngày càng có quá ít thời gian bên cạnh Nagisa. Bù lại, anh đã có được sự kính trọng của mọi người và được nhận vào làm việc chính thức. |                                                                                             |                      |  |  |  |  |  |  |  |  |  |  |  |  |  |  |  |  |  |  |  |  |  |  |  |  |  |  |  |  |  |  |  |  |  |  |  |  |  |  |  |  |  |  |  |  |  |  |  |  |  |  |  |  |  |  |  |  |  |  |  |  |  |  |  |  |  |  |  |  |  |  |  |  |  |  |  |  |  |  |  |  |  |  |  |  |  |  |  |  |  |  |  |  |  |  |  |  |  |  |  |  |  |  |  |  |  |  |  |  |  |  |  |  |  |  |  |  |  |  |  |  |  |  |  |  |  |  |  |  |  |  |  |  |  |  |  |  |  |  |  |  |  |  |  |  |  |  |  |
| 12 | "Biến cố" "Totsuzen no Dekigoto" (突然の出来事)                                             | 19 tháng 12 năm 2008 |  |  |  |  |  |  |  |  |  |  |  |  |  |  |  |  |  |  |  |  |  |  |  |  |  |  |  |  |  |  |  |  |  |  |  |  |  |  |  |  |  |  |  |  |  |  |  |  |  |  |  |  |  |  |  |  |  |  |  |  |  |  |  |  |  |  |  |  |  |  |  |  |  |  |  |  |  |  |  |  |  |  |  |  |  |  |  |  |  |  |  |  |  |  |  |  |  |  |  |  |  |  |  |  |  |  |  |  |  |  |  |  |  |  |  |  |  |  |  |  |  |  |  |  |  |  |  |  |  |  |  |  |  |  |  |  |  |  |  |  |  |  |  |  |  |  |  |
| Yusuke kể cho Tomoya nghe một chút về quá khứ của mình và việc anh đã gặp Kouko ở trường trung học như thế nào. Sau khi tốt nghiệp, Yusuke trở thành một ca sĩ kiêm nhạc sĩ rất nổi tiếng, nhưng rủi thay tất cả mọi thứ đã sụp đổ và anh bắt đầu nghiện ngập. Khi Yusuke trở về thành phố và gặp lại Kouko sau hàng năm trời, anh cảm thấy hối hận vì đã gục ngã mà không thể tiếp tục hát vì cô. Tomoya nhận được lời mời làm người quản lý cho một công ty điện lực khác, nhưng hợp đồng đã bị hủy sau khi cha anh bị bắt. Tomoya rất tức giận khi nghĩ rằng ông Naoyuki vẫn đang tiếp tục làm đảo lộn cuộc sống của anh. Trong lúc tinh thần của Tomoya đang rất kích động, anh đã ngỏ lời với Nagisa, và cô đồng ý. |                                                                                             |                      |  |  |  |  |  |  |  |  |  |  |  |  |  |  |  |  |  |  |  |  |  |  |  |  |  |  |  |  |  |  |  |  |  |  |  |  |  |  |  |  |  |  |  |  |  |  |  |  |  |  |  |  |  |  |  |  |  |  |  |  |  |  |  |  |  |  |  |  |  |  |  |  |  |  |  |  |  |  |  |  |  |  |  |  |  |  |  |  |  |  |  |  |  |  |  |  |  |  |  |  |  |  |  |  |  |  |  |  |  |  |  |  |  |  |  |  |  |  |  |  |  |  |  |  |  |  |  |  |  |  |  |  |  |  |  |  |  |  |  |  |  |  |  |  |  |  |  |
| 13 | "Tốt nghiệp" "Sotsugyō" (卒業)                                                              | 8 tháng 1 năm 2009   |  |  |  |  |  |  |  |  |  |  |  |  |  |  |  |  |  |  |  |  |  |  |  |  |  |  |  |  |  |  |  |  |  |  |  |  |  |  |  |  |  |  |  |  |  |  |  |  |  |  |  |  |  |  |  |  |  |  |  |  |  |  |  |  |  |  |  |  |  |  |  |  |  |  |  |  |  |  |  |  |  |  |  |  |  |  |  |  |  |  |  |  |  |  |  |  |  |  |  |  |  |  |  |  |  |  |  |  |  |  |  |  |  |  |  |  |  |  |  |  |  |  |  |  |  |  |  |  |  |  |  |  |  |  |  |  |  |  |  |  |  |  |  |  |  |  |  |
| Tomoya cố gắng thuyết phục Akio chịu nghe quyết định kết hôn của anh và Nagisa. Tuy nhiên, Akio nói rằng ông sẽ không đáp ứng bất cứ yêu cầu nào nếu Tomoya không thể đánh trúng quả bóng do ông ném. Tomoya tiếp tục tập luyện đánh bóng thường xuyên cho đến khi anh cảm thấy đủ tự tin để giao đấu với Akio. Cuối cùng, anh đã đánh được một cú ăn điểm trực tiếp và chạy đến xin phép Akio cho anh được lấy Nagisa; Akio chấp thuận. Mùa giáng sinh đang đến, Nagisa đã bước sang tuổi hai mươi và lần đầu tiên cô được phép uống rượu sake. Nagisa lại bị lên cơn sốt mỗi khi đến mùa này, khiến cô phải tiếp tục nghỉ học, nhưng rất may vì nó không ảnh hưởng đến việc tốt nghiệp của cô. Tomoya đã tập hợp tất cả bạn bè lại và cùng nhau tổ chức một buổi lễ tốt nghiệp dành riêng cho Nagisa. Cuối cùng cô cũng đã nhận được chứng chỉ tốt nghiệp do chính tay thầy Koumura, lúc này đã nghỉ hưu, trao tặng và rời khỏi trường. Tomoya và Nagisa đã kết hôn ngay sau đó. |                                                                                             |                      |  |  |  |  |  |  |  |  |  |  |  |  |  |  |  |  |  |  |  |  |  |  |  |  |  |  |  |  |  |  |  |  |  |  |  |  |  |  |  |  |  |  |  |  |  |  |  |  |  |  |  |  |  |  |  |  |  |  |  |  |  |  |  |  |  |  |  |  |  |  |  |  |  |  |  |  |  |  |  |  |  |  |  |  |  |  |  |  |  |  |  |  |  |  |  |  |  |  |  |  |  |  |  |  |  |  |  |  |  |  |  |  |  |  |  |  |  |  |  |  |  |  |  |  |  |  |  |  |  |  |  |  |  |  |  |  |  |  |  |  |  |  |  |  |  |  |  |
| 14 | "Gia đình mới" "Atarashii Kazoku" (新しい家族)                                              | 15 tháng 1 năm 2009  |  |  |  |  |  |  |  |  |  |  |  |  |  |  |  |  |  |  |  |  |  |  |  |  |  |  |  |  |  |  |  |  |  |  |  |  |  |  |  |  |  |  |  |  |  |  |  |  |  |  |  |  |  |  |  |  |  |  |  |  |  |  |  |  |  |  |  |  |  |  |  |  |  |  |  |  |  |  |  |  |  |  |  |  |  |  |  |  |  |  |  |  |  |  |  |  |  |  |  |  |  |  |  |  |  |  |  |  |  |  |  |  |  |  |  |  |  |  |  |  |  |  |  |  |  |  |  |  |  |  |  |  |  |  |  |  |  |  |  |  |  |  |  |  |  |  |  |
| Nagisa và Tomoya lúc này đã là một cặp vợ chồng và sống riêng cùng nhau. Nagisa cũng cố gắng tìm việc làm và được nhận một công việc chạy bàn trong một quán ăn gia đình cùng với Nishina. Akio và Tomoya đến thăm Nagisa trong giờ làm việc và hù dọa những khách hàng có ý đồ xấu với cô. Nagisa đã nói với Tomoya về việc một số dãy nhà trong trường cũ của họ sẽ bị phá bỏ và xây mới lại. Một trong số đó chính là phòng sinh hoạt của câu lạc bộ kịch ngày xưa, Tomoyo đã rất tức giận vì chuyện này. Anh thừa nhận rằng mình đã không nhận ra những thay đổi - cũng như những sự việc đang xảy ra xung quanh họ - tại thị trấn này. Tomoya và Nagisa đã ghé thăm Akio và Sanae, bà thông báo với họ rằng Nagisa có dấu hiệu đã mang thai. Ban đầu Akio nổi điên với Tomoya, nhưng ông đã chúc mừng anh ngay sau đó, khi mà Akio cũng "lên chức" ông ngoại. |                                                                                             |                      |  |  |  |  |  |  |  |  |  |  |  |  |  |  |  |  |  |  |  |  |  |  |  |  |  |  |  |  |  |  |  |  |  |  |  |  |  |  |  |  |  |  |  |  |  |  |  |  |  |  |  |  |  |  |  |  |  |  |  |  |  |  |  |  |  |  |  |  |  |  |  |  |  |  |  |  |  |  |  |  |  |  |  |  |  |  |  |  |  |  |  |  |  |  |  |  |  |  |  |  |  |  |  |  |  |  |  |  |  |  |  |  |  |  |  |  |  |  |  |  |  |  |  |  |  |  |  |  |  |  |  |  |  |  |  |  |  |  |  |  |  |  |  |  |  |  |  |
| 15 | "Trong những ký ức ngày hè" "Natsu no Nagori ni" (夏の名残に)                               | 22 tháng 1 năm 2009  |  |  |  |  |  |  |  |  |  |  |  |  |  |  |  |  |  |  |  |  |  |  |  |  |  |  |  |  |  |  |  |  |  |  |  |  |  |  |  |  |  |  |  |  |  |  |  |  |  |  |  |  |  |  |  |  |  |  |  |  |  |  |  |  |  |  |  |  |  |  |  |  |  |  |  |  |  |  |  |  |  |  |  |  |  |  |  |  |  |  |  |  |  |  |  |  |  |  |  |  |  |  |  |  |  |  |  |  |  |  |  |  |  |  |  |  |  |  |  |  |  |  |  |  |  |  |  |  |  |  |  |  |  |  |  |  |  |  |  |  |  |  |  |  |  |  |  |
| Nagisa phải nằm liệt giường vì thai nghén liên tục. Cô muốn sinh tại nhà, vì thế Sanae đã giới thiệu Yagi, một nữ hộ sinh, đến hỗ trợ. Sanae sau đó đã nói với Tomoya rằng việc sinh nở sẽ rất khó khăn với thể chất vốn rất yếu của Nagisa, và có thể nguy hiểm đến cả tính mạng người mẹ, vì thế họ có thể sẽ phải chọn cách phá thai. Tuy nhiên, bà đã để Tomoya và Nagisa đưa ra quyết định chính. Nagisa biết được sự lo lắng của mẹ mình, nhưng cô đã quyết định sẽ vẫn sinh đứa bé. Akio đưa Tomoya đến một đồng cỏ và cho anh biết rõ ràng hơn về câu chuyện đã kể cách đó một năm, liên quan đến căn bệnh của Nagisa, vào lúc cô đã cận kề cái chết. Akio đã mang Nagisa đến đồng cỏ này và cầu nguyện, kì diệu thay cô đã thật sự hồi phục sau đó. Akio nói với Tomoya rằng dù có bất kỳ sự đau đớn hay khó khăn nào xảy ra, ông và Sanae sẽ luôn luôn ở bên cạnh anh và Nagisa, vì họ là một gia đình. Nagisa cùng Tomoya đi dạo bên bờ sông và quyết định sẽ đặt tên cho đứa bé của họ là Ushio. |                                                                                             |                      |  |  |  |  |  |  |  |  |  |  |  |  |  |  |  |  |  |  |  |  |  |  |  |  |  |  |  |  |  |  |  |  |  |  |  |  |  |  |  |  |  |  |  |  |  |  |  |  |  |  |  |  |  |  |  |  |  |  |  |  |  |  |  |  |  |  |  |  |  |  |  |  |  |  |  |  |  |  |  |  |  |  |  |  |  |  |  |  |  |  |  |  |  |  |  |  |  |  |  |  |  |  |  |  |  |  |  |  |  |  |  |  |  |  |  |  |  |  |  |  |  |  |  |  |  |  |  |  |  |  |  |  |  |  |  |  |  |  |  |  |  |  |  |  |  |  |  |
| 16 | "Đêm trắng" "Shiroi Yami" (白い闇)                                                          | 29 tháng 1 năm 2009  |  |  |  |  |  |  |  |  |  |  |  |  |  |  |  |  |  |  |  |  |  |  |  |  |  |  |  |  |  |  |  |  |  |  |  |  |  |  |  |  |  |  |  |  |  |  |  |  |  |  |  |  |  |  |  |  |  |  |  |  |  |  |  |  |  |  |  |  |  |  |  |  |  |  |  |  |  |  |  |  |  |  |  |  |  |  |  |  |  |  |  |  |  |  |  |  |  |  |  |  |  |  |  |  |  |  |  |  |  |  |  |  |  |  |  |  |  |  |  |  |  |  |  |  |  |  |  |  |  |  |  |  |  |  |  |  |  |  |  |  |  |  |  |  |  |  |  |
| Mùa đông đến và Nagisa đã ở trong tháng cuối cùng của thai kỳ, nhưng căn bệnh của cô lại tái phát. Vào một ngày tuyết rơi, Nagisa đã chuyển dạ sớm hơn dự kiến hai tuần, gia đình không kịp đưa cô đến bệnh viện và buộc phải sinh tại nhà. Sau những giờ phút đau đớn kéo dài, Nagisa đã hạ sinh thành công một bé gái, Ushio, nhưng căn bệnh kết hợp với việc kiệt sức đã khiến Nagisa chết ngay sau khi cô nhìn mặt đứa trẻ sơ sinh của mình. Tomoya, người luôn bên cạnh cô suốt thời gian, không thể chấp nhận nỗi bất hạnh này. Ước muốn của anh là được nuôi lớn con gái cùng nhau trong một gia đình phút chốc tan vỡ. |                                                                                             |                      |  |  |  |  |  |  |  |  |  |  |  |  |  |  |  |  |  |  |  |  |  |  |  |  |  |  |  |  |  |  |  |  |  |  |  |  |  |  |  |  |  |  |  |  |  |  |  |  |  |  |  |  |  |  |  |  |  |  |  |  |  |  |  |  |  |  |  |  |  |  |  |  |  |  |  |  |  |  |  |  |  |  |  |  |  |  |  |  |  |  |  |  |  |  |  |  |  |  |  |  |  |  |  |  |  |  |  |  |  |  |  |  |  |  |  |  |  |  |  |  |  |  |  |  |  |  |  |  |  |  |  |  |  |  |  |  |  |  |  |  |  |  |  |  |  |  |  |
| 17 | "Mùa hè" "Natsujikan" (夏時間)                                                              | 5 tháng 2 năm 2009   |  |  |  |  |  |  |  |  |  |  |  |  |  |  |  |  |  |  |  |  |  |  |  |  |  |  |  |  |  |  |  |  |  |  |  |  |  |  |  |  |  |  |  |  |  |  |  |  |  |  |  |  |  |  |  |  |  |  |  |  |  |  |  |  |  |  |  |  |  |  |  |  |  |  |  |  |  |  |  |  |  |  |  |  |  |  |  |  |  |  |  |  |  |  |  |  |  |  |  |  |  |  |  |  |  |  |  |  |  |  |  |  |  |  |  |  |  |  |  |  |  |  |  |  |  |  |  |  |  |  |  |  |  |  |  |  |  |  |  |  |  |  |  |  |  |  |  |
| Tomoya đã để Ushio sống cùng với Sanae và Akio suốt năm năm, anh dành trọn ngày để làm việc và dùng tiền để hút thuốc và uống rượu vào ban đêm, sống một cuộc sống buông thả vì cú sốc quá lớn. Sanae và Tomoya cùng đi dạo trong thị trấn (lúc này đã phát triển thành một đô thị hiện đại), bà mời anh cùng đi với bà và Akio trong một chuyến dã ngoại gia đình; vì Sanae vẫn liên tiếp yêu cầu, Tomoya đã đồng ý. Vào ngày lên đường, Tomoya nhận ra rằng Sanae và Akio đã cố ý để anh lại một mình cùng với Ushio. Cả hai sau đó đã sống cùng nhau trong hai ngày và một đêm, và khi Sanae và Akio vẫn không xuất hiện, Tomoya đã hỏi Ushio là cô bé có muốn tiếp tục chuyến đi hay không, kể cả khi người đi cùng là anh. Cả hai quyết định sẽ thực hiện chuyến dã ngoại một mình, và khi đang đi, Tomoya có cảm giác giống như anh đang bị dẫn đắt đến một nơi nào đó. |                                                                                             |                      |  |  |  |  |  |  |  |  |  |  |  |  |  |  |  |  |  |  |  |  |  |  |  |  |  |  |  |  |  |  |  |  |  |  |  |  |  |  |  |  |  |  |  |  |  |  |  |  |  |  |  |  |  |  |  |  |  |  |  |  |  |  |  |  |  |  |  |  |  |  |  |  |  |  |  |  |  |  |  |  |  |  |  |  |  |  |  |  |  |  |  |  |  |  |  |  |  |  |  |  |  |  |  |  |  |  |  |  |  |  |  |  |  |  |  |  |  |  |  |  |  |  |  |  |  |  |  |  |  |  |  |  |  |  |  |  |  |  |  |  |  |  |  |  |  |  |  |
| 18 | "Nơi tận cùng của Trái Đất" "Daichi no Hate" (大地の果て)                                   | 12 tháng 2 năm 2009  |  |  |  |  |  |  |  |  |  |  |  |  |  |  |  |  |  |  |  |  |  |  |  |  |  |  |  |  |  |  |  |  |  |  |  |  |  |  |  |  |  |  |  |  |  |  |  |  |  |  |  |  |  |  |  |  |  |  |  |  |  |  |  |  |  |  |  |  |  |  |  |  |  |  |  |  |  |  |  |  |  |  |  |  |  |  |  |  |  |  |  |  |  |  |  |  |  |  |  |  |  |  |  |  |  |  |  |  |  |  |  |  |  |  |  |  |  |  |  |  |  |  |  |  |  |  |  |  |  |  |  |  |  |  |  |  |  |  |  |  |  |  |  |  |  |  |  |
| Trong chuyến dã ngoại, Tomoya đã mua một con robot đồ chơi tặng Ushio lúc họ đến vùng quê. Ngày kế tiếp, sau khi qua đêm tại quán trọ, Tomoya và Ushio đi dạo trong vùng và đã đến một cánh đồng lớn trồng đầy hoa. Ushio chạy chơi trên cánh đồng trong khi Tomoya dõi theo cô bé, nhưng Ushio đã đánh rơi con robot ở đâu đó và cả hai cố gắng tìm, nhưng vẫn không thể nhìn thấy nó. Nhớ lại một thứ gì đó trong quá khứ, Tomoya bước đến một khu vực khác để gặp bà nội của mình là Okazaki Shino, mẹ ông Naoyuki. Bà đã nói cho Tomoya biết việc ba anh đã đưa anh đến đây ít lâu sau khi mẹ anh mất như thế nào, cũng như ông đã phải làm việc cật lực ra sao để có thể nuôi dạy Tomoya khôn lớn. Tomoya cuối cùng cũng nhìn ra sự thật về những điểm giống nhau giữa anh và ba mình, cũng như hiểu rằng ông Naoyuki không phải là một người ba xấu. Khi họ quay lại cánh đồng hoa, Ushio vẫn chưa thể tìm thấy con robot, và cũng không muốn ngừng tìm vì nó là vật đầu tiên mà ba đã tặng cho cô bé. Tomoya đã nhận ra những sai lầm nghiêm trọng trước đây của anh và đã thề rằng sẽ cố gắng hết sức để chăm sóc Ushio, cô bé cũng rất vui sướng khi được ở cạnh ba mình từ giờ trở đi. Trên đường trở về nhà, Tomoya đã lần đầu tiên kể cho Ushio nghe về mẹ cô bé, Nagisa. |                                                                                             |                      |  |  |  |  |  |  |  |  |  |  |  |  |  |  |  |  |  |  |  |  |  |  |  |  |  |  |  |  |  |  |  |  |  |  |  |  |  |  |  |  |  |  |  |  |  |  |  |  |  |  |  |  |  |  |  |  |  |  |  |  |  |  |  |  |  |  |  |  |  |  |  |  |  |  |  |  |  |  |  |  |  |  |  |  |  |  |  |  |  |  |  |  |  |  |  |  |  |  |  |  |  |  |  |  |  |  |  |  |  |  |  |  |  |  |  |  |  |  |  |  |  |  |  |  |  |  |  |  |  |  |  |  |  |  |  |  |  |  |  |  |  |  |  |  |  |  |  |
| 19 | "Trở về" "Ieji" (家路)                                                                      | 19 tháng 2 năm 2009  |  |  |  |  |  |  |  |  |  |  |  |  |  |  |  |  |  |  |  |  |  |  |  |  |  |  |  |  |  |  |  |  |  |  |  |  |  |  |  |  |  |  |  |  |  |  |  |  |  |  |  |  |  |  |  |  |  |  |  |  |  |  |  |  |  |  |  |  |  |  |  |  |  |  |  |  |  |  |  |  |  |  |  |  |  |  |  |  |  |  |  |  |  |  |  |  |  |  |  |  |  |  |  |  |  |  |  |  |  |  |  |  |  |  |  |  |  |  |  |  |  |  |  |  |  |  |  |  |  |  |  |  |  |  |  |  |  |  |  |  |  |  |  |  |  |  |  |
| Tomoya và Ushio trở về sau chuyến đi dã ngoại dành riêng cho hai người họ. Họ trở về căn hộ của Tomoya, sau khi qua đêm tại nhà ba mẹ Nagisa, nơi mà từ giờ trở đi anh và Ushio sẽ ở cùng nhau như một gia đình. Ít lâu sau đó, Tomoya xin nghỉ phép một ngày và dẫn Ushio đến gặp Kouko, em gái Fuko của cô lúc này đã được xuất viện. Sau đó, anh và Ushio đến nhà thăm ông nội của cô bé, ông Naoyuki. Tomoya đã thuyết phục ba mình trở về quê và sống cùng mẹ của ông. Trong khi Tomoya và Ushio chia tay với ông Naoyuki, quả cầu ánh sáng màu xanh lại xuất hiện và nhập vào cơ thể của Tomoya nhưng anh không hề hay biết, chỉ có Ushio nhìn thấy điều kì lạ đó. |                                                                                             |                      |  |  |  |  |  |  |  |  |  |  |  |  |  |  |  |  |  |  |  |  |  |  |  |  |  |  |  |  |  |  |  |  |  |  |  |  |  |  |  |  |  |  |  |  |  |  |  |  |  |  |  |  |  |  |  |  |  |  |  |  |  |  |  |  |  |  |  |  |  |  |  |  |  |  |  |  |  |  |  |  |  |  |  |  |  |  |  |  |  |  |  |  |  |  |  |  |  |  |  |  |  |  |  |  |  |  |  |  |  |  |  |  |  |  |  |  |  |  |  |  |  |  |  |  |  |  |  |  |  |  |  |  |  |  |  |  |  |  |  |  |  |  |  |  |  |  |  |
| 20 | "Những cơn sóng thủy triều nghịch ngợm" "Shiokaze no Tawamure" (汐風の戯れ)                 | 26 tháng 2 năm 2009  |  |  |  |  |  |  |  |  |  |  |  |  |  |  |  |  |  |  |  |  |  |  |  |  |  |  |  |  |  |  |  |  |  |  |  |  |  |  |  |  |  |  |  |  |  |  |  |  |  |  |  |  |  |  |  |  |  |  |  |  |  |  |  |  |  |  |  |  |  |  |  |  |  |  |  |  |  |  |  |  |  |  |  |  |  |  |  |  |  |  |  |  |  |  |  |  |  |  |  |  |  |  |  |  |  |  |  |  |  |  |  |  |  |  |  |  |  |  |  |  |  |  |  |  |  |  |  |  |  |  |  |  |  |  |  |  |  |  |  |  |  |  |  |  |  |  |  |
| Khi Tomoya dẫn Ushio đến trường để gặp cô giáo của cô bé, người đó chẳng ai xa lạ, chính là Fujibayashi Kyou và họ đã có một cuộc trò chuyện với nhau sau mấy năm trời biệt tích. Tomoya đến sở làm và Yoshino đã hỏi anh về việc để Fuko đến chơi với Ushio vào ngày mai, vì Fuko có vẻ thích cô bé. Tomoya đồng ý lời đề nghị này và Fuko đã đến nhà anh, rồi ở đó chơi cùng hai người đến tối mới chịu quay về nhà. Đến giờ ngủ, Tomoya đã dùng bài hát Nagisa thích nhất để ru ngủ Ushio. Ngày kế tiếp, Kyou đã bàn với Tomoya về lễ hội thể thao trong trường, sự kiện mà cả phụ huynh cũng có thể tham gia thi đấu. Ban đầu Tomoya không có hứng thú với việc này, nhưng Ushio đã động viên anh và làm anh đổi ý. Một buổi chiều nọ, trong lúc Ushio đang đi dạo vòng quanh bệnh viện mới xây, cô bé đã gặp Fuko. Khi Fuko hỏi Ushio tại sao cô bé lại muốn đến đây, Ushio đã trả lời rằng chẳng có lý do thật sự nào cả. Ngày hôm sau, Tomoya đang chuẩn bị cho cuộc gặp mặt tại tiệm bánh Furukawa với Sanae và Akio, Ushio đột nhiên lên cơn sốt và ngất xỉu trong sự hoảng sợ của mọi người. |                                                                                             |                      |  |  |  |  |  |  |  |  |  |  |  |  |  |  |  |  |  |  |  |  |  |  |  |  |  |  |  |  |  |  |  |  |  |  |  |  |  |  |  |  |  |  |  |  |  |  |  |  |  |  |  |  |  |  |  |  |  |  |  |  |  |  |  |  |  |  |  |  |  |  |  |  |  |  |  |  |  |  |  |  |  |  |  |  |  |  |  |  |  |  |  |  |  |  |  |  |  |  |  |  |  |  |  |  |  |  |  |  |  |  |  |  |  |  |  |  |  |  |  |  |  |  |  |  |  |  |  |  |  |  |  |  |  |  |  |  |  |  |  |  |  |  |  |  |  |  |  |
| 21 | "Nơi tận cùng của thế giới" "Sekai no Owari" (世界の終わり)                                 | 5 tháng 3 năm 2009   |  |  |  |  |  |  |  |  |  |  |  |  |  |  |  |  |  |  |  |  |  |  |  |  |  |  |  |  |  |  |  |  |  |  |  |  |  |  |  |  |  |  |  |  |  |  |  |  |  |  |  |  |  |  |  |  |  |  |  |  |  |  |  |  |  |  |  |  |  |  |  |  |  |  |  |  |  |  |  |  |  |  |  |  |  |  |  |  |  |  |  |  |  |  |  |  |  |  |  |  |  |  |  |  |  |  |  |  |  |  |  |  |  |  |  |  |  |  |  |  |  |  |  |  |  |  |  |  |  |  |  |  |  |  |  |  |  |  |  |  |  |  |  |  |  |  |  |
| Cơn sốt của Ushio vẫn không giảm và Tomoya quyết định ở nhà để chăm sóc cho cô bé. Những lúc anh phải ra ngoài, Akio và Sanae sẽ đến và thế chỗ của anh. Ushio nói với Tomoya rằng cô bé muốn có một chuyến dã ngoại giống như lần trước, nhưng Tomoya từ chối và nói rằng cả gia đình có thể đi khi cô đã bình phục. Sau khi Tomoya thôi việc, Akio muốn hỗ trợ anh một số tiền, nhưng Tomoya đã từ chối và Akio đã nói rằng mọi người đàn ông luôn có một thứ gì rất quan trọng cần phải bảo vệ, cho dù họ có phải vứt bỏ cả danh dự của mình. Vài tháng sau, mùa đông lại đến và cơn sốt của Ushio vẫn không hề giảm, Tomoya bắt đầu có triệu chứng suy nhược cả về tinh thần lẫn thể xác. Ushio một lần nữa đề nghị ba cùng cô bé thực hiện một chuyến du lịch, lần này anh đã đồng ý ngay vì nghĩ rằng mình sẽ không còn cơ hội nào để có thể đáp ứng được ước muốn của con gái nữa. Vừa bước ra khỏi nhà và đi được vài đoạn, cơn sốt của Ushio bộc phát nghiêm trọng hơn, cô bé đã ngục ngã và chết trong vòng tay của ba mình, sau khi nói với Tomoya rằng cô rất yêu mến anh. Ngay sau đó, Tomoya cũng ngất đi. |                                                                                             |                      |  |  |  |  |  |  |  |  |  |  |  |  |  |  |  |  |  |  |  |  |  |  |  |  |  |  |  |  |  |  |  |  |  |  |  |  |  |  |  |  |  |  |  |  |  |  |  |  |  |  |  |  |  |  |  |  |  |  |  |  |  |  |  |  |  |  |  |  |  |  |  |  |  |  |  |  |  |  |  |  |  |  |  |  |  |  |  |  |  |  |  |  |  |  |  |  |  |  |  |  |  |  |  |  |  |  |  |  |  |  |  |  |  |  |  |  |  |  |  |  |  |  |  |  |  |  |  |  |  |  |  |  |  |  |  |  |  |  |  |  |  |  |  |  |  |  |  |
| 22 | "Bàn tay bé nhỏ" "Chiisana Tenohira" (小さな手のひら)                                       | 12 tháng 3 năm 2009  |  |  |  |  |  |  |  |  |  |  |  |  |  |  |  |  |  |  |  |  |  |  |  |  |  |  |  |  |  |  |  |  |  |  |  |  |  |  |  |  |  |  |  |  |  |  |  |  |  |  |  |  |  |  |  |  |  |  |  |  |  |  |  |  |  |  |  |  |  |  |  |  |  |  |  |  |  |  |  |  |  |  |  |  |  |  |  |  |  |  |  |  |  |  |  |  |  |  |  |  |  |  |  |  |  |  |  |  |  |  |  |  |  |  |  |  |  |  |  |  |  |  |  |  |  |  |  |  |  |  |  |  |  |  |  |  |  |  |  |  |  |  |  |  |  |  |  |
| Cô gái trong Thế giới Ảo đang hấp hối trong tuyết và robot đang rất hối hận vì đã dẫn cô đi theo nó. Cô gái cuối cùng đã có thể nghe được tiếng nói của robot, cô đã nó với nó rằng họ đã từng tồn tại ở một thế giới khác. Cô bắt đầu ngâm nga giai điệu bài hát "Dango Daikazoku", cùng lúc đó Thế giới Ảo dần sụp đổ và tan biến. Khi robot bị thổi bay đi, cô bất chợt gọi nó là "Papa" (パパ tạm dịch: Ba) và biến mất trong dòng ánh sáng đang bao trùm thế giới đó. Không gian và thời gian quay ngược lại ngọn đồi, nơi mà Tomoya và Nagisa gặp nhau lần đầu tiên; anh được phép chọn: sẽ tiếp tục đi thẳng và xem như chưa bao giờ gặp Nagisa, hoặc sẽ tiếp tục làm quen với cô và lại đi trên con đường số phận đã định sẵn cho dù nó có đau khổ đến mức nào đi chăng nữa. Tomoya đã chọn cách giải quyết thứ hai, anh cất tiếng gọi Nagisa và cô rất vui mừng khi anh đã có quyết định như thế. Sức mạnh của các quả cầu ánh sáng mang anh vượt qua thời gian và cùng với tiếng nói của robot, anh nhận ra cuộc hành trình rất dài của mình đã kết thúc. Tomoya tỉnh giấc vào thời điểm Ushio được sinh ra, nhưng lần này Nagisa đã sống một cách thần kỳ. Sau khi ngắm nhìn Tomoya tắm cho đứa bé lần đầu tiên, cả gia đình cô, Tomoya, Akio và Sanae đã nhìn thấy vô số những quả cầu ánh sáng đang bay khắp thành phố bên ngoài cửa sổ. Hai người cùng hát ru Ushio ngủ; từ đó trở đi, Tomoya và Nagisa đã có một cuộc sống hạnh phúc và nuôi lớn Ushio cùng nhau, cuối cùng họ đã thoát ra khỏi số phận nghiệt ngã của mỗi người. Sau đó, Fuko và chị của mình đến bệnh viện để kiểm tra sức khỏe định kỳ. Cô chạy vào rừng chơi và một cảnh tượng kì lạ bỗng thoáng qua: cô gái trong Thế giới Ảo đang ngủ dưới tán cây. Khi Fuko lại gần, hình ảnh đó chuyển sang thành Ushio; Fuko nói rằng cô muốn kết bạn với Ushio, và mọi chuyện thú vị sẽ bắt đầu từ đây. |                                                                                             |                      |  |  |  |  |  |  |  |  |  |  |  |  |  |  |  |  |  |  |  |  |  |  |  |  |  |  |  |  |  |  |  |  |  |  |  |  |  |  |  |  |  |  |  |  |  |  |  |  |  |  |  |  |  |  |  |  |  |  |  |  |  |  |  |  |  |  |  |  |  |  |  |  |  |  |  |  |  |  |  |  |  |  |  |  |  |  |  |  |  |  |  |  |  |  |  |  |  |  |  |  |  |  |  |  |  |  |  |  |  |  |  |  |  |  |  |  |  |  |  |  |  |  |  |  |  |  |  |  |  |  |  |  |  |  |  |  |  |  |  |  |  |  |  |  |  |  |  |
| Thêm | "Câu chuyện của một năm về trước" "Ichinen Mae no Dekigoto" (一年前の出来事)                | 19 tháng 3 năm 2009  |  |  |  |  |  |  |  |  |  |  |  |  |  |  |  |  |  |  |  |  |  |  |  |  |  |  |  |  |  |  |  |  |  |  |  |  |  |  |  |  |  |  |  |  |  |  |  |  |  |  |  |  |  |  |  |  |  |  |  |  |  |  |  |  |  |  |  |  |  |  |  |  |  |  |  |  |  |  |  |  |  |  |  |  |  |  |  |  |  |  |  |  |  |  |  |  |  |  |  |  |  |  |  |  |  |  |  |  |  |  |  |  |  |  |  |  |  |  |  |  |  |  |  |  |  |  |  |  |  |  |  |  |  |  |  |  |  |  |  |  |  |  |  |  |  |  |  |
| Một năm trước khi các sự kiện trong Clannad bắt đầu, Tomoya vừa trở thành học sinh năm thứ hai, và Nagisa cũng lần đầu bước vào năm học thứ ba của mình. Nagisa vẫn đang gặp khó khăn trong việc kết bạn như những năm học trước, trong khi đó Tomoya và Youhei đang bận thực thi một trò mờ ám nhằm chơi xỏ Kyou, hậu quả cuối cùng của nó là Nagisa phải "lãnh đủ". Sau khi Nagisa ngất xỉu do bị một chiếc thau kim loại rơi trúng đầu - trò vui mà Tomoya và Youhei định dành cho các học sinh năm thứ nhất - một người bạn cùng lớp của Nagisa đã có cơ hội để bắt chuyện và làm quen với cô sau khi Nagisa tỉnh dậy trong phòng y tế. Nagisa giữ lại tấm ba nô (trên đó có hàng chữ của Tomoya) vì cảm thấy nhờ nó mà cô đã tìm được một người bạn mới. |                                                                                             |                      |  |  |  |  |  |  |  |  |  |  |  |  |  |  |  |  |  |  |  |  |  |  |  |  |  |  |  |  |  |  |  |  |  |  |  |  |  |  |  |  |  |  |  |  |  |  |  |  |  |  |  |  |  |  |  |  |  |  |  |  |  |  |  |  |  |  |  |  |  |  |  |  |  |  |  |  |  |  |  |  |  |  |  |  |  |  |  |  |  |  |  |  |  |  |  |  |  |  |  |  |  |  |  |  |  |  |  |  |  |  |  |  |  |  |  |  |  |  |  |  |  |  |  |  |  |  |  |  |  |  |  |  |  |  |  |  |  |  |  |  |  |  |  |  |  |  |  |
| Tóm tắt | "Dưới tán cây xanh" "Midori no Ki no Shita de" (緑の樹の下で)                               | 26 tháng 3 năm 2009  |  |  |  |  |  |  |  |  |  |  |  |  |  |  |  |  |  |  |  |  |  |  |  |  |  |  |  |  |  |  |  |  |  |  |  |  |  |  |  |  |  |  |  |  |  |  |  |  |  |  |  |  |  |  |  |  |  |  |  |  |  |  |  |  |  |  |  |  |  |  |  |  |  |  |  |  |  |  |  |  |  |  |  |  |  |  |  |  |  |  |  |  |  |  |  |  |  |  |  |  |  |  |  |  |  |  |  |  |  |  |  |  |  |  |  |  |  |  |  |  |  |  |  |  |  |  |  |  |  |  |  |  |  |  |  |  |  |  |  |  |  |  |  |  |  |  |  |
| Tomoya kể cho Ushio nghe về các sự kiện đã xảy ra trong quá khứ, bắt đầu từ khi anh gặp Nagisa lần đầu tiên đến sau khi Ushio được sinh ra và Nagisa đã sống. Ushio ngủ thiếp đi khi đang nghe câu chuyện và Tomoya đã bắt đầu hồi tưởng lại, rõ hơn và có hệ thống hơn, những chuyện buồn vui và đau khổ mà anh đã trải qua. Vào cuối đoạn hồi tưởng, Tomoya nhìn Ushio và Fuko đã ngủ thiếp đi dưới tán cây mà gia đình anh đang cắm trại. Anh đánh thức Ushio dậy, vừa lúc Nagisa gọi cả ba người và nói rằng đã đến giờ về nhà. |                                                                                             |                      |  |  |  |  |  |  |  |  |  |  |  |  |  |  |  |  |  |  |  |  |  |  |  |  |  |  |  |  |  |  |  |  |  |  |  |  |  |  |  |  |  |  |  |  |  |  |  |  |  |  |  |  |  |  |  |  |  |  |  |  |  |  |  |  |  |  |  |  |  |  |  |  |  |  |  |  |  |  |  |  |  |  |  |  |  |  |  |  |  |  |  |  |  |  |  |  |  |  |  |  |  |  |  |  |  |  |  |  |  |  |  |  |  |  |  |  |  |  |  |  |  |  |  |  |  |  |  |  |  |  |  |  |  |  |  |  |  |  |  |  |  |  |  |  |  |  |  |
| OVA | "Thế giới khác: Câu chuyện của Kyou" "Mō Hitotsu no Sekai Kyou-hen" (もうひとつの世界 杏編) | 1 tháng 7 năm 2009   |  |  |  |  |  |  |  |  |  |  |  |  |  |  |  |  |  |  |  |  |  |  |  |  |  |  |  |  |  |  |  |  |  |  |  |  |  |  |  |  |  |  |  |  |  |  |  |  |  |  |  |  |  |  |  |  |  |  |  |  |  |  |  |  |  |  |  |  |  |  |  |  |  |  |  |  |  |  |  |  |  |  |  |  |  |  |  |  |  |  |  |  |  |  |  |  |  |  |  |  |  |  |  |  |  |  |  |  |  |  |  |  |  |  |  |  |  |  |  |  |  |  |  |  |  |  |  |  |  |  |  |  |  |  |  |  |  |  |  |  |  |  |  |  |  |  |  |
| Trong một thế giới song song khác, Ryou đã thổ lộ tình cảm của mình với Tomoya và cả hai trở thành một đôi. Tuy nhiên, Tomoya sớm nhận thấy Kyou có những biểu hiện khá lạ lùng và đã gặng hỏi cô. Kyou thú nhận rằng cô cũng yêu Tomoya nhưng không dám nói ra, một phần vì sợ anh sẽ từ chối, phần khác quan trọng hơn là sợ làm tổn thương đến tình cảm của Ryou. Việc này tạo ra một cuộc tình tay ba rất khó xử giữa Tomoya, Kyou và Ryou, nhưng Tomoya cuối cùng đã thú nhận rằng anh yêu Kyou. Ryou, vốn đã biết từ lâu rằng Tomoya yêu chị mình hơn, đã động viên Kyou để giúp cô có thêm can đảm bày tỏ tình cảm của mình. Ryou đã chia tay Tomoya mà không có bất kỳ sự vướng bận tình cảm nào, cô luôn lưu giữ những kỷ niệm vui buồn mà cả hai đã có cùng nhau. Tomoya và Kyou sau đó đã chính thức trở thành một đôi. |                                                                                             |                      |  |  |  |  |  |  |  |  |  |  |  |  |  |  |  |  |  |  |  |  |  |  |  |  |  |  |  |  |  |  |  |  |  |  |  |  |  |  |  |  |  |  |  |  |  |  |  |  |  |  |  |  |  |  |  |  |  |  |  |  |  |  |  |  |  |  |  |  |  |  |  |  |  |  |  |  |  |  |  |  |  |  |  |  |  |  |  |  |  |  |  |  |  |  |  |  |  |  |  |  |  |  |  |  |  |  |  |  |  |  |  |  |  |  |  |  |  |  |  |  |  |  |  |  |  |  |  |  |  |  |  |  |  |  |  |  |  |  |  |  |  |  |  |  |  |  |  |